# Crise migratoire en Europe
Pour les articles homonymes, voir CME.

Demandes d'asile dans les États membres de l'UE et de l'AELE en 2015, selon Eurostat.
La hauteur des barres symbolise le nombre de demandes d'asile par pays. La coloration des pays représente le nombre de demandeurs d'asile rapporté à leur population.

La crise migratoire en Europe est l'augmentation, dans les années 2010 et singulièrement depuis 2015, du nombre de migrants arrivant dans l'Union européenne via la mer Méditerranée et les Balkans, depuis l'Afrique, le Moyen-Orient et l'Asie du Sud et qui en fait l'une des plus importantes crises migratoires de son histoire contemporaine.
Les réfugiés de la guerre civile syrienne amplifient le phénomène, avec une hausse en 2015 de plus d'un million de personnes arrivant dans l'espace Schengen, avant de retomber les années suivantes pour arriver à 122 000 migrants en 2018. Le parcours des migrants est dangereux et fait de nombreux morts, principalement en mer Méditerranée (au moins 17 000 personnes mortes ou portées disparues) et sur les routes africaines (plus de 6 000 morts).
Cette crise migratoire cause d'importantes divisions et tensions diplomatiques entre les pays d'Europe, qui peinent à se mettre d'accord sur l'attitude à adopter : alors que la Commission européenne cherche à imposer des quotas à chaque pays de l'Union, et qu'Angela Merkel et François Hollande poussent dans cette direction, des pays d'Europe de l'Est s'opposent fermement aux flux migratoires. Le Premier ministre hongrois, Viktor Orbán, considère ainsi que l'afflux d'immigrés musulmans constitue une menace pour l'identité chrétienne de l'Europe. En septembre 2016, Angela Merkel est finalement contrainte de reconnaître l'échec et l'abandon du mécanisme de répartition obligatoire. Cette révision de la politique européenne d'accueil des réfugiés est renforcée par l'accord conclu entre l'UE et la Turquie en mars 2016.
Les termes employés pour qualifier les migrants sont multiples et dépendent des situations. Dans certains cas, il s'agit de demandeurs d'asile ou de réfugiés, dans d'autres de personnes qui cherchent de meilleures perspectives économiques. Comme les mots employés peuvent avoir des conséquences juridiques non négligeables, l'utilisation des termes « migrants » et « réfugiés » fait l'objet d'un débat sémantique doublé d'un débat politique.

## Contexte

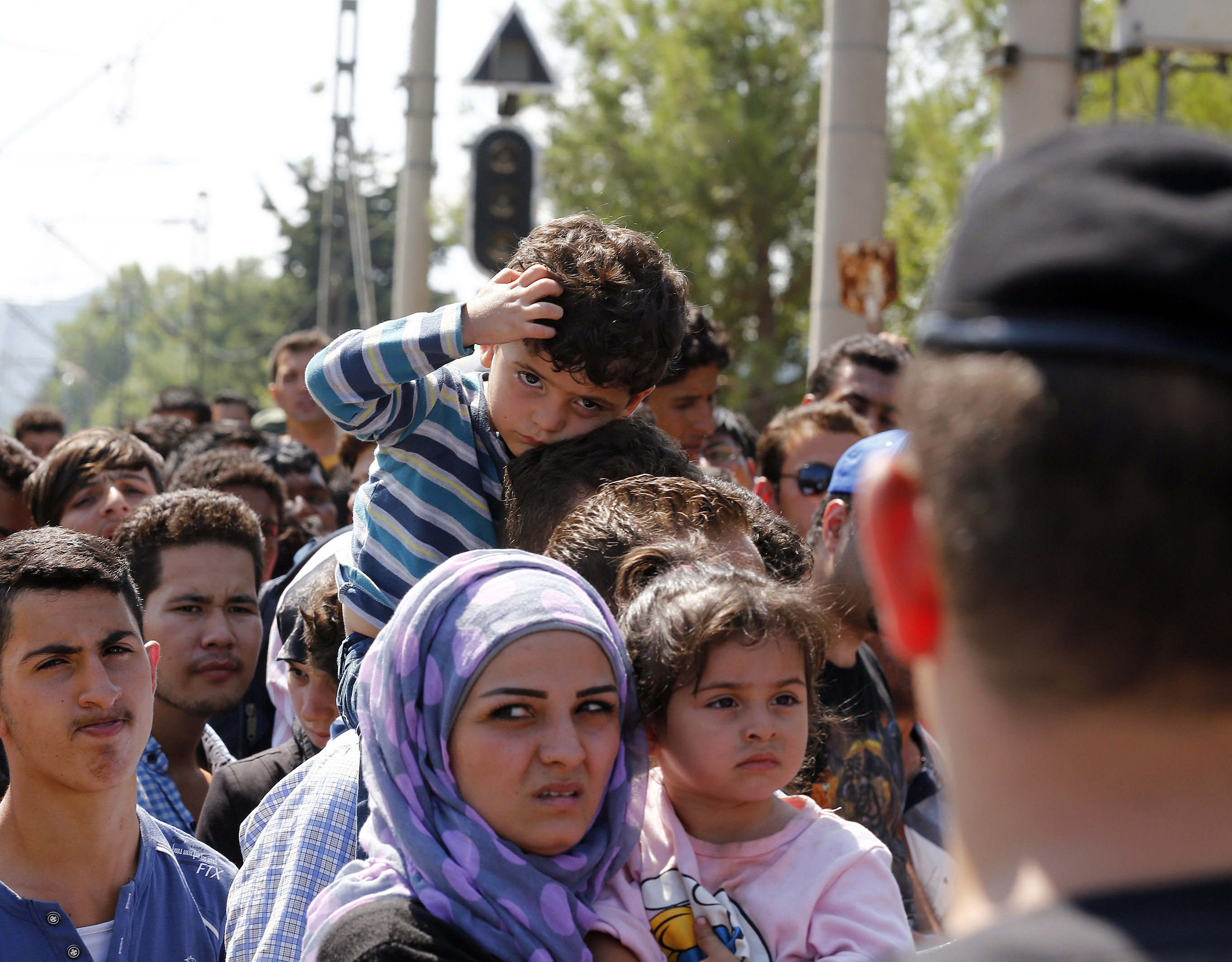
Demandeurs d'asile près de la frontière entre la Grèce et la Macédoine, le 24 août 2015.

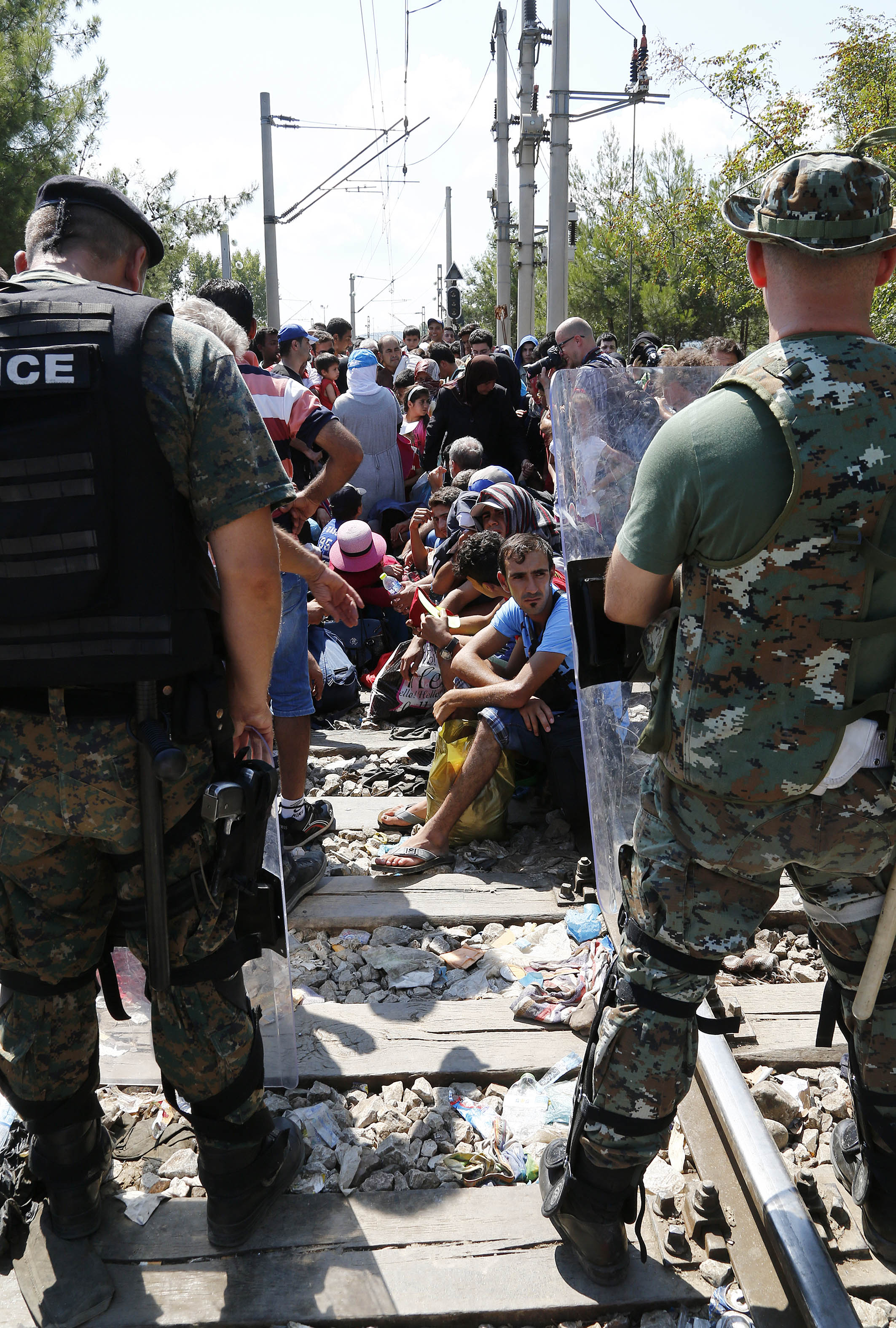
Policiers bloquant un groupe de migrants essayant de passer la frontière entre la Grèce et la république de Macédoine, le 24 août 2015.

Les tentatives d'immigration en Europe ont augmenté à la suite des guerres civiles (notamment la guerre civile syrienne), des problèmes en Turquie, l'aggravation du conflit en Libye qui a contribué à l'augmentation des départs depuis ce pays, des troubles, des persécutions ou pour des raisons économiques. Elles concernent des personnes venues d'Afghanistan, d'Algérie, du Bangladesh, du Tchad, d'Égypte, d'Érythrée, d'Éthiopie, de Gambie, de Ghana, de Guinée, d'Inde, d'Irak, de Côte d'Ivoire, de Libye, du Mali, de Mauritanie, du Maroc, du Nigeria, du Pakistan, du Sénégal, de Somalie, du Soudan, de Syrie, de Tunisie, et de Zambie,,,,,,,,,,.
Les ambassades n'offrant pas directement le statut de demandeur d'asile, certains migrants décident de rémunérer des passeurs pour se rendre sur le territoire de l'Union européenne, en prenant des risques. Le nombre de demandeurs d'asile est ainsi passé de 435 000 en 2013 à 626 000 en 2014. Début septembre 2015, les Syriens ayant fui leur pays (environ 4,282 millions) se trouvent essentiellement au Liban (27 %) et en Turquie (42,1 %). Le principal flux de migrants vers l'Europe provient de la Syrie, pays qui connaît d'importants troubles et qui se trouve « quasiment en état de guerre » à la suite de fortes tensions avec les Kurdes du Parti des travailleurs du Kurdistan (PKK).
Au cours de la période 2011-2015, la proportion de migrants originaires de pays en conflit a fortement augmenté. Pour ceux dont l'arrivée a été enregistrée en Grèce ou en Italie, le taux d'acceptation des demandes d'asile est passé de 33,5 % en 2011 à 75,7 % en 2015. Cela signifie que, sur cette période, le flux de migrants est majoritairement composé de réfugiés.

## Immigration

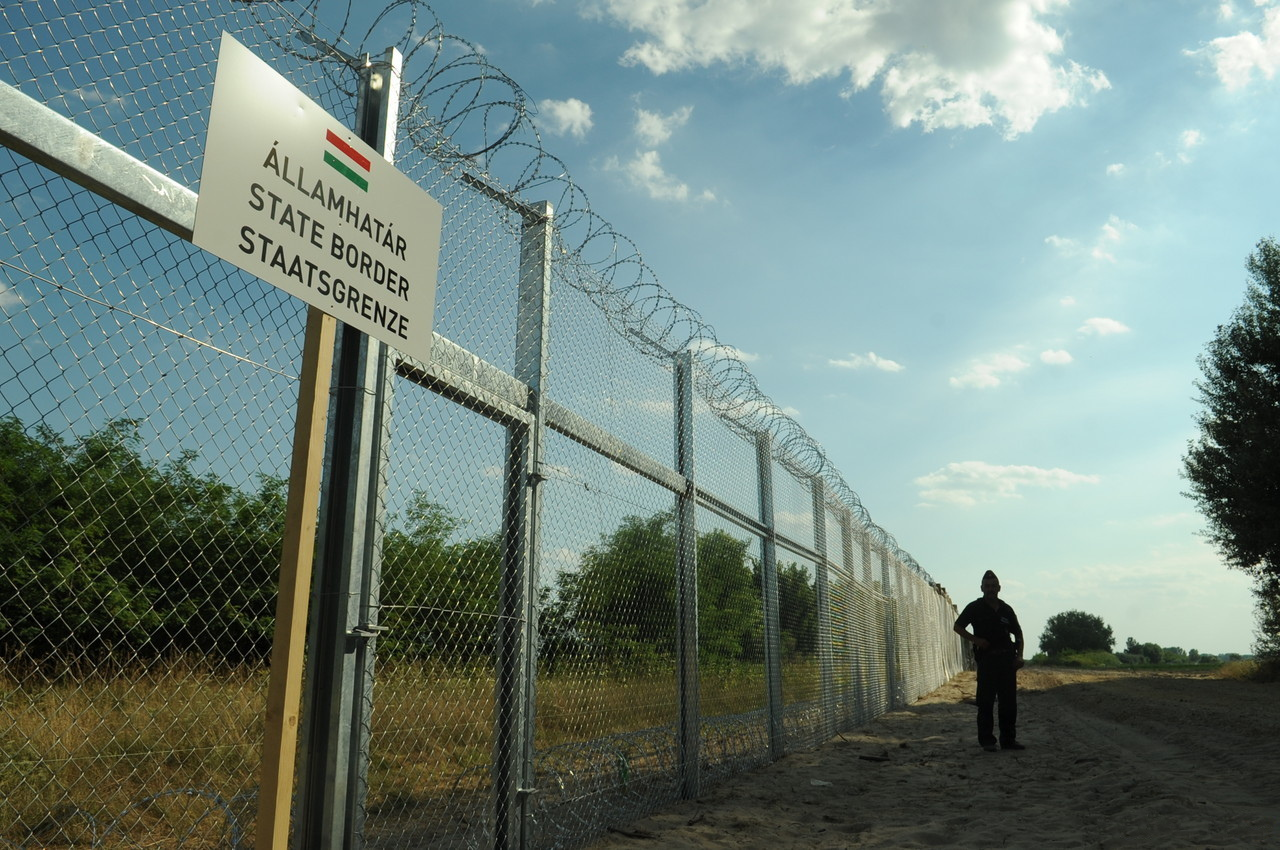
La version adoptée pour la clôture grillagée entre Hongrie et Serbie, parmi les modèles de la section d'essai près de Mórahalom en juillet 2015.

Entre 2007 et 2011, un grand nombre de migrants sans papiers du Moyen-Orient, d'Afrique et d'Asie du Sud ont franchi la frontière entre la Grèce et la Turquie, menant la Grèce et l'Agence européenne de gestion des frontières extérieures (Frontex) à renforcer les contrôles aux frontières. En 2012, l'afflux de migrants arrivant en Grèce par voie terrestre a baissé de 95 % à la suite de la construction d'une barrière sur une partie de la frontière gréco-turque ne suivant pas le cours du fleuve Maritsa. En 2015, la Bulgarie a poursuivi en renforçant une barrière pour limiter l'arrivée de migrants depuis la Turquie (voir frontière entre la Bulgarie et la Turquie).
D'après l'Organisation internationale pour les migrations (OIM), environ 3 072 personnes sont mortes ou ont disparu en mer Méditerranée en 2014 en tentant d'immigrer en Europe. Fin 2014, selon le Haut Commissariat des Nations unies pour les réfugiés, l'Union européenne accueille 6 % des réfugiés du monde.

### Décès

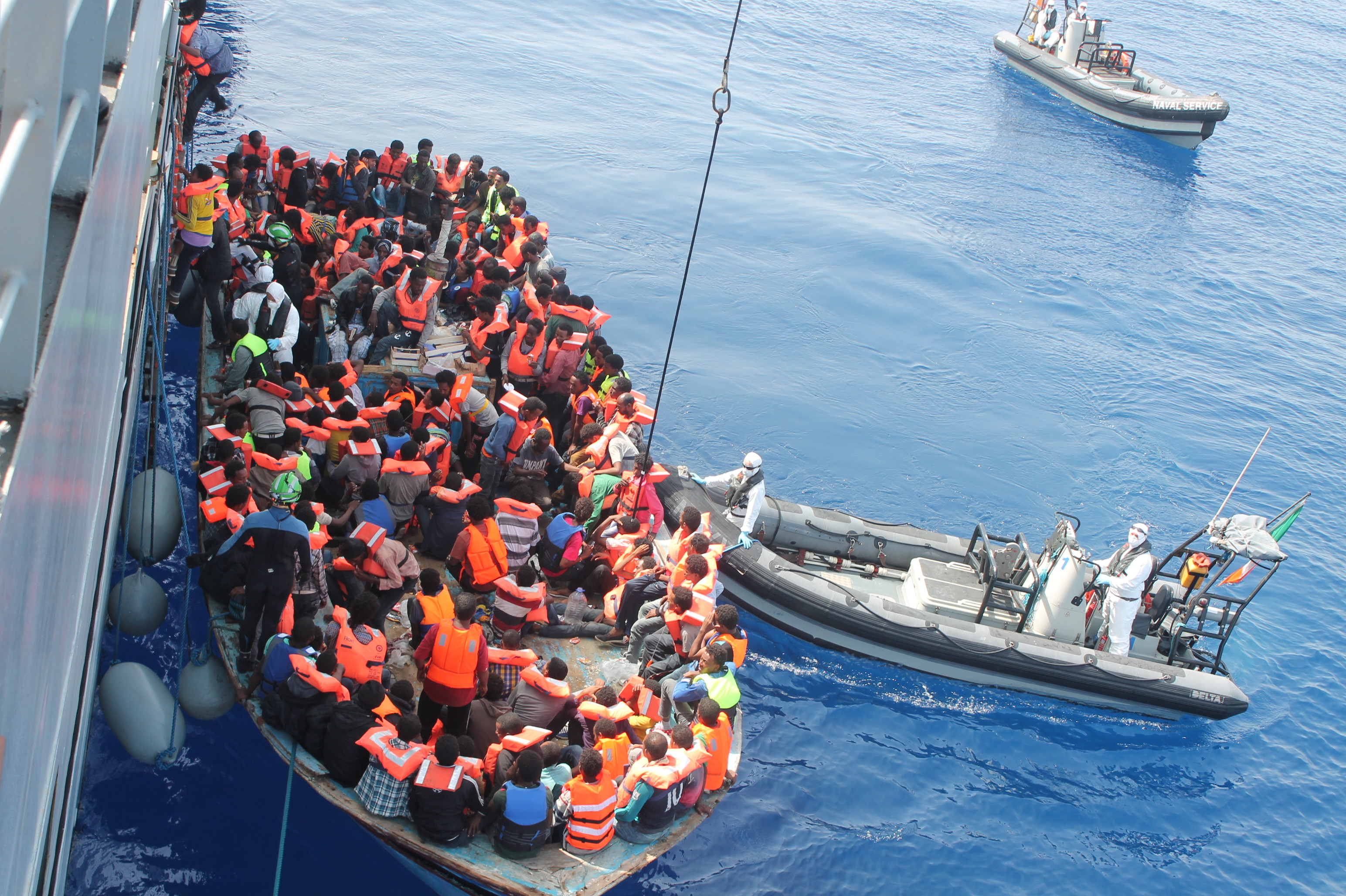
Opération Triton, 15 juin 2015.

L'OIM compte près de 17 000 morts et disparus en Méditerranée entre le 1er janvier 2014 et le 30 juillet 2018. Ces 5 773 morts et 11 089 disparus ont à 86 % lieu en Méditerranée centrale, entre la Libye, la Tunisie, Malte et l’Italie, ce qui en fait selon l’OIM « la route migratoire la plus meurtrière au monde ». Le réseau United for Intercultural Action dénombre lui 34 361 migrants morts lors de leur migration vers et à travers l’Europe entre 1993 et 2018, dont 80 % de morts en mer. Les deux organisations et le Guardian soulignent que le chiffre réel est sûrement bien plus élevé, des milliers de personnes ayant disparu sans laisser de trace. Les corps retrouvés sont majoritairement enterrés dans des tombes anonymes en Europe ou dans des fosses communes en Afrique. Les ONG critiquent qu'aucun décompte officiel ne soit réalisé au niveau européen.
Le 3 octobre 2013, une embarcation transportant environ 500 migrants clandestins africains fait naufrage près de Lampedusa. Cette catastrophe fait 366 morts.
Les accidents les plus graves ont lieu en avril 2015, avec la mort d'environ 1 200 personnes. Le premier naufrage se produit le 13 avril, suivi de plusieurs autres les 16, 19 (le plus meurtrier) et 20 avril,,,. Beaucoup de ces navires de migrants voyageaient depuis la Libye vers l'île de Lampedusa ou le port d'Augusta (Italie), bien que les incidents du 20 avril se soient produits au large de l'île de Rhodes, dans l'est de la Méditerranée.

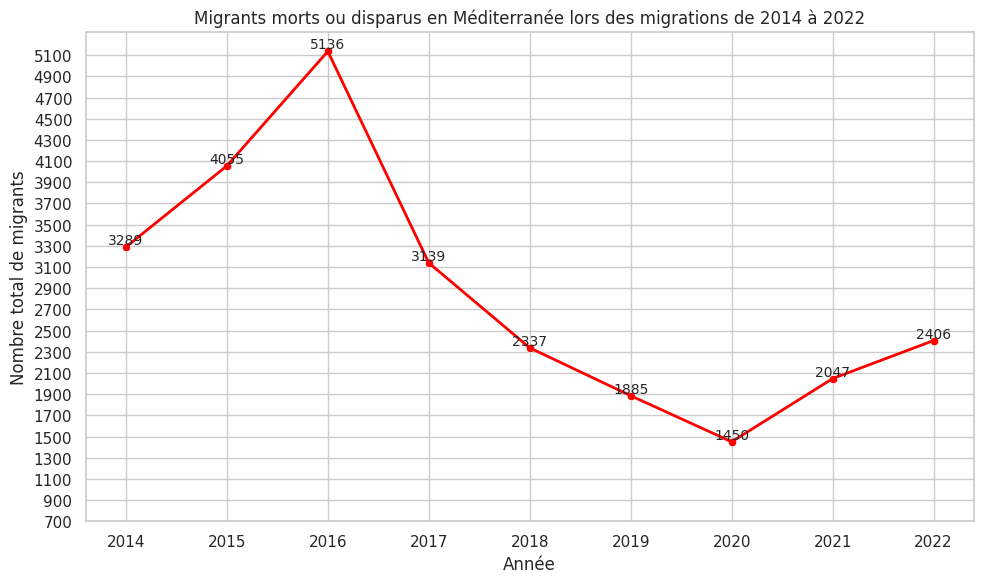
Source : missingmigrants.iom.int.

Le 27 août 2015, 71 personnes sont retrouvées mortes dans un camion en Autriche, près de Neusiedl am See. Les victimes seraient mortes asphyxiées et le chauffeur aurait pris la fuite. Le 2 septembre 2015, le corps sans vie d'Alan Kurdi, 3 ans, est retrouvé sur une plage de Turquie, ainsi que ceux de sa mère (27 ans) et de son frère (5 ans). Originaire de Kobané en Syrie, sa famille tentait de rejoindre l’Europe. En septembre 2015, un article rapporte que la ville de Catane (Sicile) est débordée par cette crise migratoire. Les corps de victimes de naufrage y reposent dans des sépultures nues. Le gardien du cimetière souligne le manque de place pour l'accueil de nouveaux morts.
La Voix de l'Amérique publie une galerie photo en octobre 2015, montrant les résultats de la cruauté des passeurs envers les migrants africains qui tentent de gagner l'Europe : des brûlures, la gale et les abus corporels et sexuels. « Outre la privation de liberté, les passeurs leur font aussi subir les pires supplices et de nombreux migrants sont brûlés par les trafiquants dans le Sahara, de la Libye jusqu'au Tchad en passant par le Soudan et l'Égypte ». La crise actuelle est également liée aux conditions de vie des camps de réfugiés turcs et jordaniens. Sur ce point, l'Europe porterait une part de responsabilité en n'ayant versé aux autorités compétentes que 50 millions d'euros sur les 4 000 promis,.
Le nombre de victimes en Méditerranée n'a cessé de croître entre 2014 et 2016, pour atteindre 5 098 cette dernière année. C'est ainsi qu'en mai 2016, trois naufrages au large de la Libye provoquent la mort de près de 700 migrants. Des événements semblables se sont produits en 2017. En mars, deux canots gonflables surchargés chavirent à une quinzaine de milles marins des côtes libyennes, entraînant la mort d’environ 250 personnes, d'origine africaine. Avant cette dernière tragédie, le Haut-Commissariat des Nations unies pour les réfugiés (HCR) avait estimé à 440 le nombre de migrants morts en tentant de gagner l’Italie à partir de la Libye depuis le début de 2017.

### Itinéraires

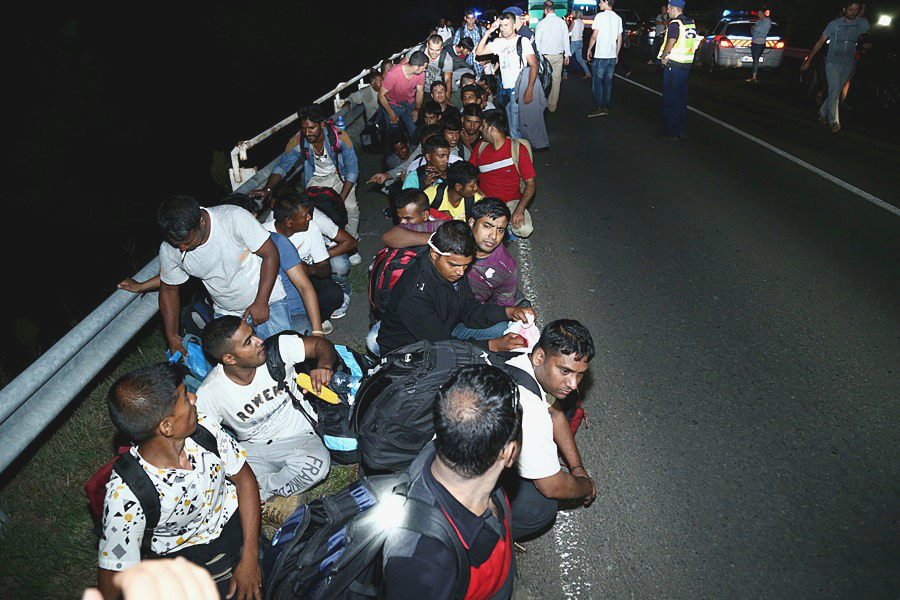
Migrants en Hongrie, à proximité de la frontière serbe, en août 2015.

L'Organisation internationale pour les migrations (OIM) compte cinq routes de voyages privilégiées par les migrants et les réfugiés : la route de l'Afrique de l'Ouest, la route de l'Ouest méditerranéen, la route des Balkans, la route de l'Est méditerranéen et enfin la route centrale qui mène de la Tunisie et de la Libye vers l’Italie. Une route alternative, la route de l'Article, a également été emprunté. Frontex publie une carte des trajets migratoires et schématise les trajets suivants :
| Nom donné à la route par Frontex | Point d'entrée européen concerné                          | Migrants décomptés (de janvier à novembre 2015) | 3 premiers pays d'origine      |
| -------------------------------- | --------------------------------------------------------- | ----------------------------------------------- | ------------------------------ |
| Afrique de l'Ouest               | Îles Canaries ( Espagne)                                  | 690                                             | Guinée, Maroc, Gambie          |
| Ouest méditerranéen              | Espagne                                                   | 14 078                                          | Syrie, Guinée, Côte d'Ivoire   |
| Méditerranée centrale            | Italie                                                    | 157 220                                         | Érythrée, Nigeria, divers      |
| Est Méditerranée                 | Grèce, Bulgarie, Chypre                                   | 880 820                                         | Syrie, Afghanistan, Irak       |
| Pouilles et Calabre              | Italie                                                    | 5 000 (chiffre non précisé)                     | Syrie, Pakistan, Égypte        |
| Albanie et Grèce                 | Grèce                                                     | 8 645                                           | Albanie, Géorgie, Macédoine    |
| Balkans de l'Ouest               | Hongrie, Croatie, Slovénie                                | 763 958                                         | Afghanistan, Syrie, Kosovo     |
| Europe de l'Est                  | Pologne, Roumanie, Slovaquie, Estonie, Lituanie, Lettonie | 1 764                                           | Viêt Nam, Afghanistan, Géorgie |

Les itinéraires ont toutefois changé en s'adaptant aux différentes conditions locales. Ainsi, lorsque la frontière hongroise a été fermée, les populations ont migré vers la Croatie, qui les a redirigés vers la Hongrie. Face au bagotement de l'ouverture et de la fermeture des frontières, les itinéraires sont instables, ce qui a même conduit au développement d'une application pour suivre l'ouverture et la fermeture des frontières.

### Origine des migrants
- Immigration des non-nationaux d'un État membre (vert)[42]
- Demandeurs d'asile : réfugiés (orange)[43]
- Passage de frontière hors cadre légal (bleu)[44]

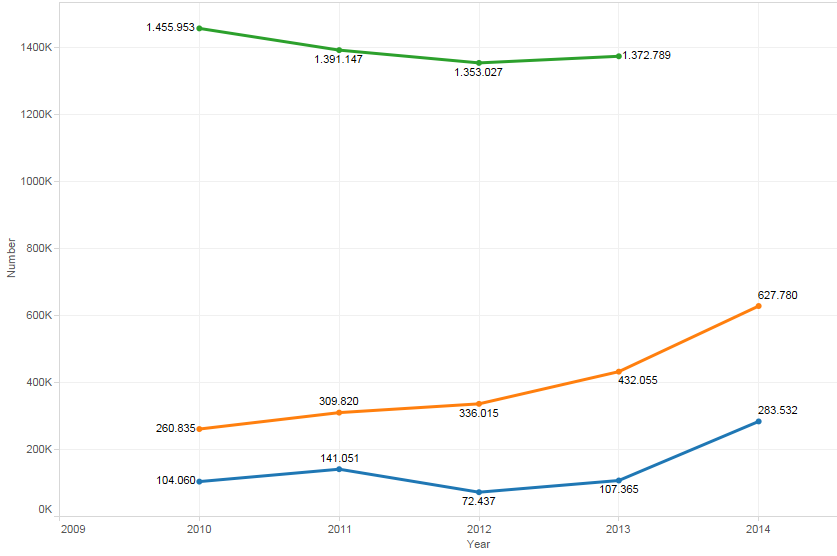
Immigration des non-nationaux d'un État membre (vert)
Demandeurs d'asile : réfugiés (orange)
Passage de frontière hors cadre légal (bleu)
Données pour l'Union européenne entre 2010 et 2014.

D'après Frontex, les trois principaux pays d'origine des migrants au cours de l'année 2016 sont : la Syrie (17,3 %), l'Afghanistan (10,6 %) et le Nigeria (7,4 %).
| Pays d'origine | 2013   | 2014   | 2015   | 2016   |
| -------------- | ------ | ------ | ------ | ------ |
| Syrie          | 23,8 % | 27,9 % | 32,6 % | 17,3 % |
| Afghanistan    | 8,8 %  | 7,8 %  | 14,7 % | 10,6 % |
| Nigeria        | 3,2 %  | 3,1 %  | 1,3 %  | 7,4 %  |

Six des dix plus importants pays d'où sont originaires les immigrants sont africains : Somalie, Soudan, Soudan du Sud, république démocratique du Congo, République centrafricaine et Érythrée. D'après le HCR, les cinq principaux pays d'origine des réfugiés au cours de l'année 2015 sont la Syrie (50 %), l'Afghanistan (20 %), l'Irak (7 %), l'Érythrée (4 %), et le Pakistan (2 %) (chiffres provisoires, décembre 2015).
Depuis le début de l'année 2017, les cinq principaux pays d'origine des migrants sont le Nigeria, la Guinée, la Côte d'Ivoire, le Bangladesh et la Syrie. Depuis le début de l'année 2020, les trois principaux pays d'origine des migrants sont la Tunisie, l'Algérie et le Maroc.
| Pays d'origine | 2020   |
| -------------- | ------ |
| Tunisie        | 18,6 % |
| Algérie        | 16,1 % |
| Maroc          | 8,5 %  |

### Origine des passeurs
L'origine des passeurs qui viennent leur proposer leurs services est sensiblement différente de celle des migrants. Sur 880 personnes arrêtées en Italie pour ces faits entre janvier 2014 et août 2015, il y aurait 279 Égyptiens, 182 Tunisiens, 77 Sénégalais, 74 Gambiens, 41 Syriens, 39 Érythréens, 29 Marocains, 24 Nigérians et 22 Libyens,.
| Pays d'origine | 2014-2015 |
| -------------- | --------- |
| Égypte         | 31,70 %   |
| Tunisie        | 20,68 %   |
| Sénégal        | 8,75 %    |
| Gambie         | 8,41 %    |
| Syrie          | 4,66 %    |
| Érythrée       | 4,43 %    |
| Maroc          | 3,62 %    |
| Nigeria        | 2,73 %    |
| Libye          | 2,5 %     |
| Autres pays    | 12,84 %   |

### Évolution
L'Europe a enregistré 210 000 demandes d’asile au deuxième trimestre 2015, le pic se trouvant en juin 2015, où 88 230 demandes ont été déposées.
| Année | Janvier | Février | Mars   | Avril  | Mai    | Juin   | Juillet | Août    | Septembre | Octobre | Novembre | Décembre | Total     |
| ----- | ------- | ------- | ------ | ------ | ------ | ------ | ------- | ------- | --------- | ------- | -------- | -------- | --------- |
| 2014  | 3 270   | 4 369   | 7 283  | 17 084 | 16 627 | 26 221 | 28 303  | 33 478  | 33 944    | 23 050  | 13 318   | 9 107    | 216 054   |
| 2015  | 5 550   | 7 271   | 10 424 | 29 864 | 39 562 | 54 588 | 78 433  | 130 839 | 163 511   | 221 374 | 154 975  | 118 687  | 1 015 078 |
| 2016  | 73 111  | 61 081  | 36 906 | 13 239 | 22 256 | 24 519 | 25 884  | 25 675  | 21 323    | 31 507  | 16 553   | 10 860   | 362 753   |
| 2017  | 6 909   | 10 701  | 13 378 | 15 024 | 25 938 | 27 886 | 16 100  | 9 765   | 12 998    | 13 738  | 13 216   | 12 390   | 172 301   |
| 2018  | 7 998   | 3 851   | 4 792  | 7 893  | 10 817 | 12 949 | 13 429  | 12 302  | 13 749    | 16 314  | 8 953    | 8 982    | 122 029   |
|       |         |         |        |        |        |        |         |         |           |         |          |          | 1 888 215 |

| Pour des raisons techniques, il est temporairement impossible d'afficher le graphique qui aurait dû être présenté ici. | Source: tableau ci-dessus |

L'année 2023 est la plus importante jamais enregistrée sur le plan migratoire en Europe depuis 2016. Selon l’agence Frontex, la route d’Afrique de l’Ouest devient la principale porte des entrées irrégulières dans l’Union européenne avec une augmentation de + 541 %. Les axes de la Méditerranée centrale et la route des Balkans connaissent eux des baisses des détections de passages irréguliers avec respectivement -70 % et -65 %. Pour l'axe de la Méditerranée centrale, les principaux exilés sont issus du Bangladesh, de Syrie et de Tunisie.

## Gestion opérationnelle

### Cadre juridique

L'espace Schengen en bleu, les pays jaunes étant les membres de l'UE candidats à l'intégration dans l'espace de libre-circulation.

L’accueil des réfugiés est réglementé par le droit international, notamment la convention de Genève de 1951 (étendue par le protocole relatif au statut des réfugiés conclu à New York le 31 janvier 1967), qui engage les 145 pays signataires à accueillir toute personne qui fuit la guerre ou toute persécution du fait de sa race, de sa religion, de sa nationalité, de son appartenance à un certain groupe social ou de ses opinions politiques.
À ces dispositions, s’ajoute en droit français l'asile constitutionnel (prévu dans le préambule de la Constitution de 1946 et repris par la Constitution de 1958), qui vise à protéger toute personne persécutée dans son pays d'origine pour son action en faveur de la liberté,.
En France, l'application du droit d’asile est confiée à l’OFPRA, établissement public administratif créé en 1952, chargé de l'application de la Convention de Genève du 28 juillet 1951 relative au statut des réfugiés.

#### Application pratique
Dans l'espace Schengen, 26 États membres (dont 22 des 27 États de l'UE et quatre États AELE) se sont unis pour former un espace où les contrôles aux frontières intérieures (c'est-à-dire entre les États membres) sont abolis, et remplacés par des contrôles approfondis aux frontières extérieures de la responsabilité des États où se trouvent ces frontières. Le Règlement Dublin II détermine l’État membre responsable de l’examen du droit d'asile afin d'éviter d'une part que les demandeurs d'asile ne puissent choisir le pays le plus laxiste dans le contrôle en multipliant les demandes dans différents États membres, et d'autre part qu'aucun État membre ne prenne la responsabilité d'examiner une telle demande. Sauf cas spécifiques, le premier État membre où entre un demandeur d'asile et où les empreintes digitales sont prises est responsable de la demande d'asile. Si le demandeur d'asile se déplace dans un autre État membre, il peut être transféré dans l’État membre où il est entré pour la première fois. L'accord de Dublin a été critiqué pour donner trop de responsabilité aux États membres situés sur les frontières extérieures (comme l'Italie, la Grèce et la Hongrie), au lieu d'un système partageant ces responsabilités entre tous les États membres,,.
Dans le système Schengen, tout dépend de la façon dont les pays situés à la frontière de la zone gèrent la situation. En particulier, il s'agit de faire le tri entre les personnes qui peuvent bénéficier du droit d'asile et les autres. Théoriquement, ceux qui ne peuvent pas bénéficier du droit d'asile devraient repartir dans leur pays d'origine ou vers le pays où ils ont transité. Dans les faits, la Commission européenne reconnaît que peu repartent. Le règlement de Dublin pose un problème clé de répartition des demandeurs d'asile reconnus comme tels dans l'Union européenne.

### Institutions et coopération de support

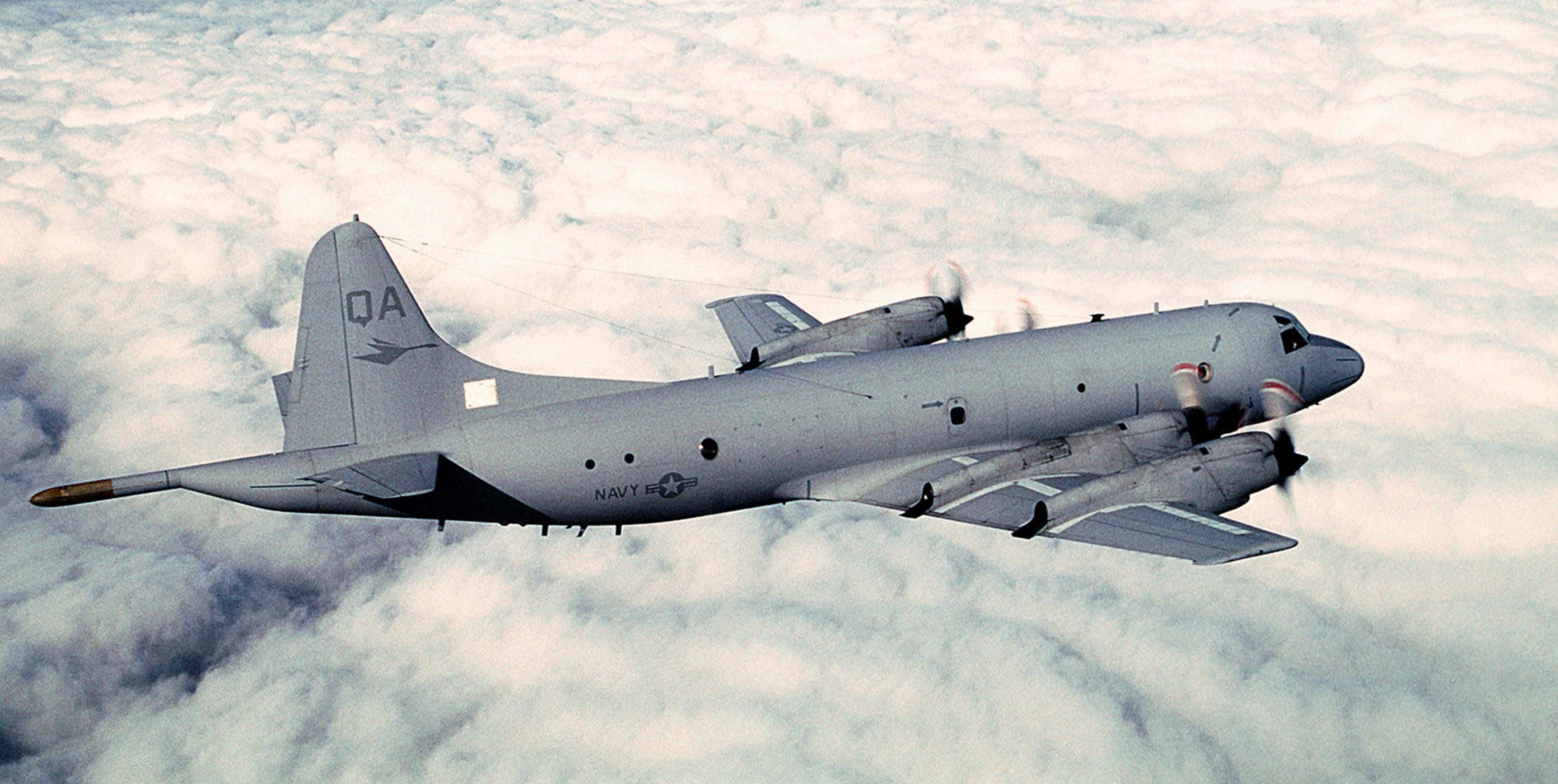
Un Orion P-3, avion américain participant à la Navfor Med.

Frontex est l'Agence de l'Union européenne pour la gestion de la coopération opérationnelle aux frontières extérieures des États membres de l'Union (en abrégé « Frontières extérieures »). Son siège est installé à Varsovie (Pologne). Elle est responsable de la coordination des activités des garde-frontières dans le maintien de la sécurité des frontières de l'Union avec les États non-membres. Frontex a été créée par le règlement (CE) no 2007/2004 du Conseil du 26 octobre 2004. L'agence est opérationnelle depuis le 3 octobre 2005. Son directeur exécutif est le Français Fabrice Leggeri depuis janvier 2015.
L'EU Navfor Med est chargée de lutter contre les réseaux de trafiquants de migrants opérant à partir de la Libye. La force navale comprend cinq navires de guerre, deux sous-marins, deux drones et trois hélicoptères. Le quartier général est à Rome. Cette force est relativement limitée dans son action car en l'absence d'une résolution du conseil de sécurité des Nations unies, elle ne peut intervenir dans les eaux territoriales libyennes.

## Gestion des institutions politiques

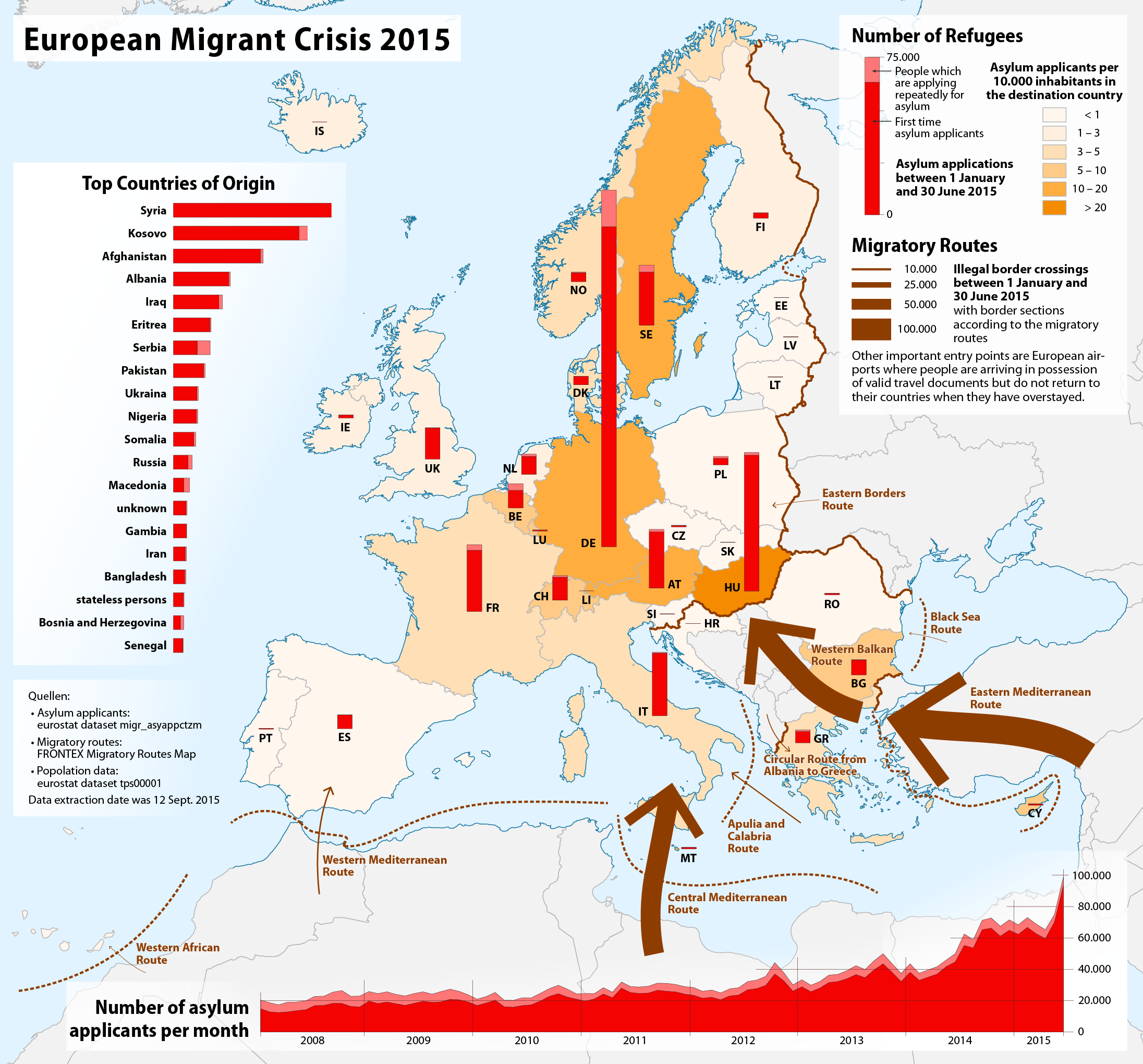
Demandes d'asile dans les États membres de l'Union européenne et de l'AELE au 1er janvier jusqu'au 30 juin 2015 selon données Eurostat. La hauteur des barres symbolise le nombre de demandes d'asile par pays. La coloration des pays représente le nombre de demandeurs d'asile rapporté à leur population.

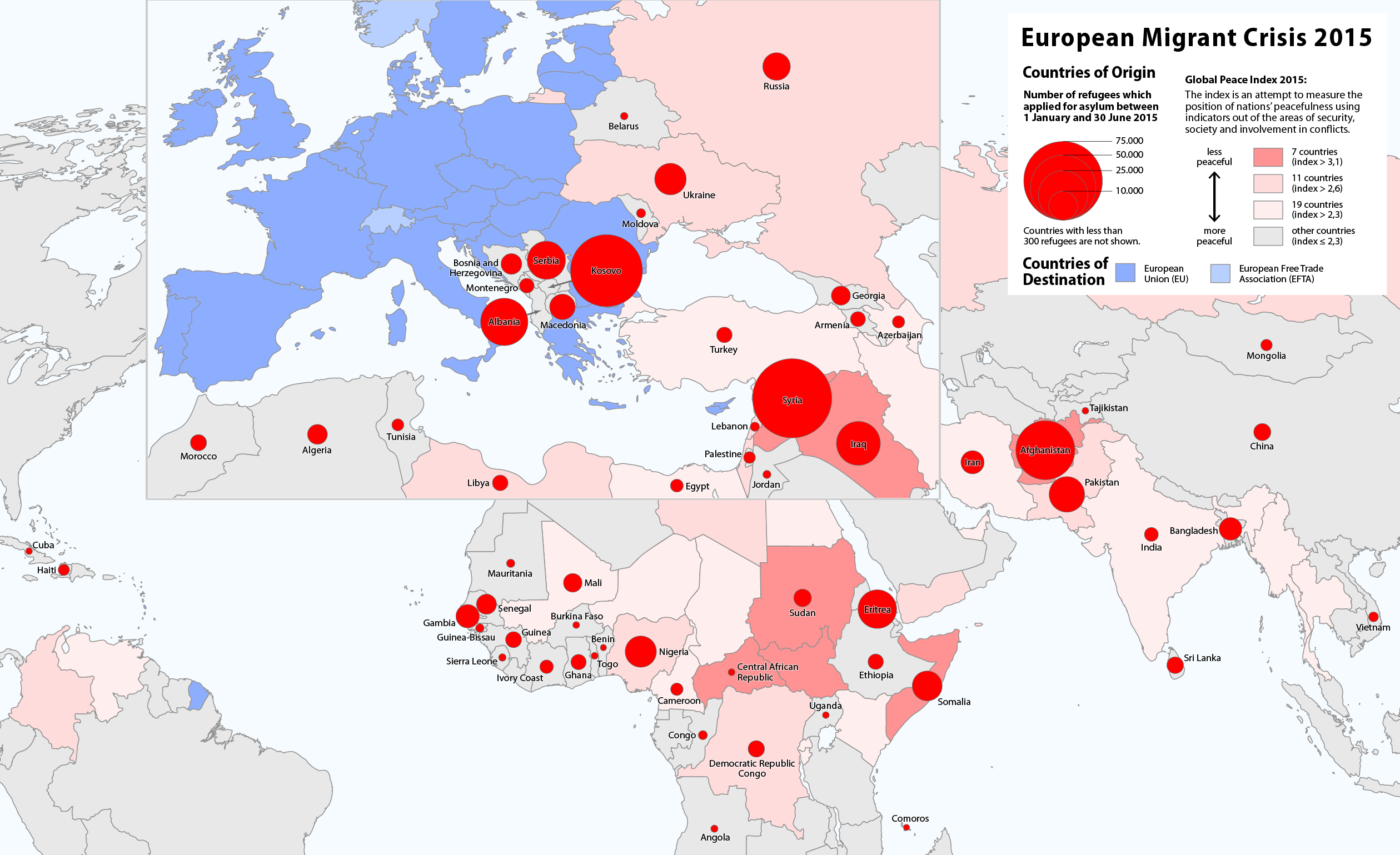
Données sur l'origine des afflux d'immigrés de la crise européenne de 2015, d'après Eurostat.

La présence de ces nombreux migrants et leur situation de détresse, ainsi que la difficulté dans laquelle se trouvaient les pays frontaliers (Italie, Espagne, Grèce, Hongrie) ont conduit à un changement de la donne politique et des paradigmes dominants dans l'Union européenne.
Toutefois, des divergences existent puisque les pays de l'Est de l'UE seraient moins attachés à la liberté de circulation que les pays de l'Ouest, et un clivage nord-sud entre les pays de transit et les pays de destination.
En 2017, selon l'European Stability Initiative, 509 000 requêtes de demandes d'asile, soit 72 % du total, ont été concentrées dans quatre pays : l'Allemagne, la France, l'Italie et la Grèce.

### Controverses autour des propositions de Jean-Claude Juncker

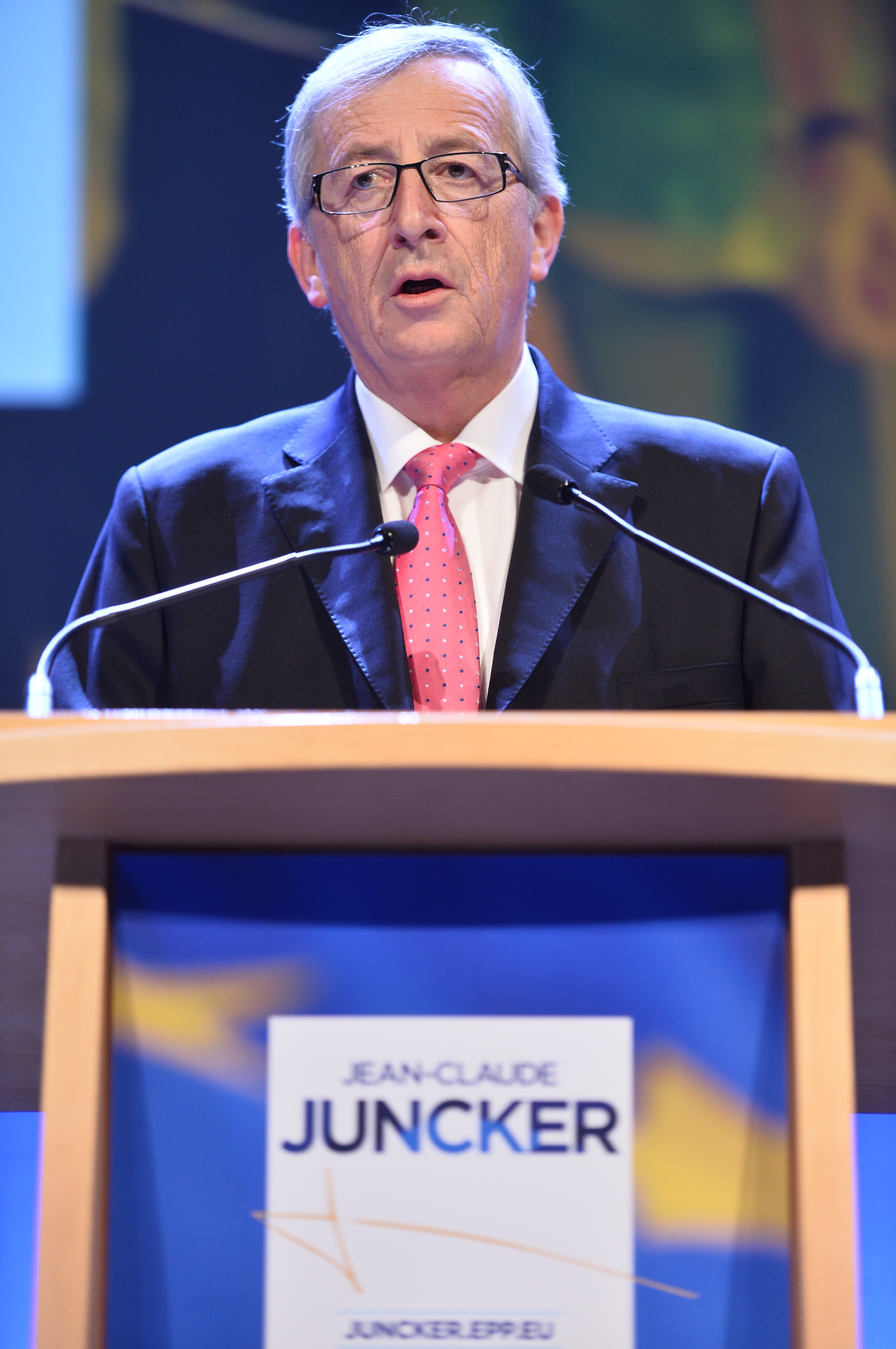
Jean-Claude Juncker, président de la Commission européenne de 2014 à 2019.

Alors que la crise était à ses débuts et que certains pays à la mi-2015 faisaient face à un nombre de demandes d'asile important : 121 400 pour l'Allemagne, 49 095 pour la Hongrie, 24 875 pour l'Italie, 24 300 pour la France, 19 690 pour la Suède, 19 620 pour l'Autriche, 9 390 pour le Royaume-Uni, 6 185 pour la Belgique et 5 760 pour les Pays-Bas, Jean-Claude Juncker imagine de répartir les migrants entre pays selon un système de clé de répartition qui aurait conduit à la répartition suivante : 31 443 pour l'Allemagne, 24 031 pour la France, 14 931 pour l'Espagne, 9 287 pour la Pologne, 7 214 pour les Pays-Bas, 4 646 pour la Roumanie, 4 564 pour la Belgique, 4 469 pour la Suède, 3 640 pour l'Autriche. C'est ainsi qu'en mai 2015, la Commission européenne propose de relocaliser 40 000 demandeurs d'asile depuis la Grèce et l'Italie vers d'autres États de l'Union européenne, puis le 9 septembre, 120 000 supplémentaires depuis la Grèce, l'Italie et la Hongrie, selon un pourcentage de répartition calculé à partir de chiffres objectifs : population, PIB, demandes d'asile antérieures, chômage.
Dans une lettre en marge de son discours sur l'état de l'Union de 2015, Jean-Claude Juncker plaide pour une nouvelle politique migratoire qui devrait, selon lui, offrir une réponse rapide, déterminée et globale à la crise des migrants. Ses propositions comprennent
- un mécanisme de relocalisation d’urgence et un mécanisme de relocalisation permanent ;
- des efforts renouvelés pour mieux gérer les frontières extérieures au travers d'un renforcement de Frontex, et la création de systèmes européens de garde-côtes et de gardes-frontières ;
- un renforcement de la mise en œuvre du régime d’asile européen commun, au travers de l'évaluation globale du règlement Dublin II et de nouvelles étapes comme le renforcement du rôle du Bureau européen d'appui en matière d'asile et la mise à disposition de voies d’entrée sûres et légales pour les personnes ayant besoin de protection. À l'inverse, il faudrait adopter une approche plus efficace de la gestion des retours pour ceux qui ne remplissent pas les conditions ou ceux qui viennent de pays « sûrs » ;
- un régime permanent de réinstallation, assorti de régimes de protection renforcée dans le voisinage proche de l’UE ainsi qu'une approche renouvelée de la gestion des migrations légales, comprenant la révision de la directive Carte bleue[réf. nécessaire].

De ce fait, Juncker souhaitait que les 28 pays membres de l'UE s'accordent sur la répartition de 160 000 réfugiés dès le mois de septembre 2015. Angela Merkel souhaitait promouvoir un accord sur une répartition « contraignante » des migrants, avec un système de quotas sans plafond (une répartition). L'Américain John Kerry a par ailleurs indiqué que les États-Unis seront prêts à accueillir de 5 000 à 8 000 réfugiés syriens à l'automne 2016. Le système de clé de répartition proposé accorde par exemple 26 % des réfugiés à l'Allemagne, et 0,11 % à Malte.

#### Oppositions aux propositions de Juncker
L'opposition au Plan Juncker vient principalement des pays de l'Europe de l'Est où l'opinion publique est peu favorable à l'accueil de migrants. Alors qu'en moyenne 56 % des Européens ont des réticences à l'accueil de migrants, ce taux est de 81 % en Tchéquie, de 78 en Lettonie, de 77 en Slovaquie et de 70 en Lituanie. La Pologne se situe pour sa part dans la moyenne européenne. Entre pays de l'Ouest et pays de l'Est, les débats sont vifs. Fin août 2015, le ministre autrichien de l'Intérieur avait proposé de réduire leurs aides européennes. Angela Merkel s'y est refusée pour l'instant mais l'idée semblait toujours d'actualité début septembre 2015 avec sa remise sur table par le Premier ministre néerlandais Mark Rutte. Ce dernier a cependant accueilli avec joie l'instauration du système de quotas, ne voulant pas diviser l'UE en deux blocs.
Le président français, François Hollande, a proposé que le sommet du 23 septembre étudie les trois possibilités suivantes : aider la Turquie pour que les réfugiés restent sur son sol ; décider la création des « hotspots », qui sont des centres d'accueil et d'enregistrement des demandeurs d'asile avant raccompagnement respectueux des personnes déboutées ; et travailler à aider les pays où se trouvent les centres de migrants, pour éviter que la sortie des camps conduise à des mouvements non maîtrisables.

#### Accusations de manipulation du chiffre des nombres de migrants
Selon le site Politico, le chef de cabinet de Jean-Claude Juncker, Martin Selmayr, a falsifié dans un mail adressé aux dirigeants de l'UE les chiffres du nombre de migrants illégaux entrés dans l'UE par la Turquie en décembre 2015, parlant d'une baisse de 52 249 migrants à fin octobre, contre 9 093 à mi-décembre. Le chiffre réel serait du triple, soit 27 069 migrants. Selon Politico, le but de cette communication, s'appuyant sur des documents inexacts fournis par Frontex, est de donner une image efficace du rôle d'État-tampon que joue la Turquie dans l'arrêt des migrations illégales, en vue de convaincre les États membres d’adopter le plan Juncker pour accueillir les migrants au sein de l'Union européenne.

### Décisions des sommets européens

#### Conseil des ministres de l'Intérieur
Le lundi 14 septembre 2015, un Conseil de l'Union européenne réunissant les ministres de l'Intérieur de l'Union n'a pas pu arriver à un accord sur la répartition de 120 000 migrants actuellement stationnés en Grèce, en Italie et en Hongrie. Ce dernier est d'ailleurs le fer de lance des opposants (de l'Est) au projet. Pour son gouvernement, ce mécanisme est « inapplicable et néfaste à long terme car il créerait un appel d'air vers l'Europe ». Aucun accord global n'est intervenu. Malgré tout, il a été décidé de transférer ailleurs 40 000 migrants massés en Italie et en Grèce. Pour Paris et Berlin, ce dispositif doit être concomitant à « la mise en place rapide de hotspots (des centres d'accueil recensant efficacement les réfugiés) » et prenant leurs empreintes digitales. Des hotspots devraient être mis rapidement en place en Italie et en Grèce, qui recevront une aide à cet effet. Par ailleurs, la question du renvoi des migrants non acceptés (personnes ne répondant pas notamment aux critères du droit d'asile) a été abordée. Pour traiter cette question, il a été envisagé à la fois une meilleure coopération avec les pays voisins de l'Europe et l'établissement de centres de rétentions.
Le mardi 22 septembre 2015, lors du Conseil de l'Union européenne, l'ensemble des ministres de l'Intérieur a voté à la majorité qualifiée pour un arrêt de l'immigration et pour la répartition de 120 000 demandeurs d'asile syriens, irakiens et érythréens arrivés au plus tard il y a un mois en Grèce et en Italie. Toutefois, en raison de l'opposition des pays d'Europe centrale, cette répartition n'est ni obligatoire, ni permanente,,. « Il faut empêcher que d'autres n'arrivent », a notamment déclaré le ministre allemand Thomas de Maizière. « Nous ne devons pas envoyer le signal que nous pouvons accueillir tout le monde, tout de suite. Ce ne serait pas responsable » a renchéri le Français Bernard Cazeneuve.
Une minorité de pays a cependant voté contre ; il s'agit de la République tchèque, de la Slovaquie, de la Roumanie et de la Hongrie. La Finlande s'est abstenue. L'opération de répartition de 120 000 personnes est prévue en deux temps. Lors du premier temps, la répartition concernera 66 000 demandeurs — 50 400 de Grèce et 15 600 d'Italie — (qui s'ajoutent aux 60 000 de juin). Une offre de 54 600 places est en réserve, la Hongrie n'ayant pas souhaité participer au mécanisme. Les personnes concernées ne pourront pas choisir leur destination ; 17 036 d'entre elles iront en Allemagne, alors que 1 294 seront destinées à la Hongrie. Celles qui refuseront de demander l'asile dans le pays d'accueil seront refoulées en mer Méditerranée. Des hotspots seront créés et gérés par l'Union européenne en Italie et en Grèce. En réaction, Melissa Fleming, de l'ONU a indiqué qu'« un programme de relocalisation ne suffira pas à stabiliser la situation à ce stade de la crise », souhaitant un renforcement des capacités d'accueil permanente. Le président de la République française, François Hollande a apprécié le fait que l'Union européenne prenne ses responsabilités. Le lendemain, soit mercredi, les chefs d’État et de gouvernement devraient se prononcer sur une aide financière à la Turquie qui souhaite toujours entrer dans l'Union européenne.
En décembre 2015, des recours demandant l'annulation de cette décision du Conseil de l'Union européenne sont introduits devant la Cour de justice de l'Union européenne par la Slovaquie et par la Hongrie.

#### Réunions du Conseil européen
Les tensions entre États ont été vives. Le 23 septembre 2015, à son arrivée au Conseil européen sur les réfugiés, le président François Hollande, par exemple, a invité les pays qui, selon lui, ne partagent pas les valeurs européennes « à se poser la question de leur présence au sein de l'Union européenne ». Les débats ont surtout porté sur les solutions pour interrompre ou limiter le flux d'immigration en provenance notamment de Syrie, qui compte « huit millions de personnes déplacées à l'intérieur et 4 millions » qui ont émigré vers la Turquie, le Liban, la Jordanie, et l'Irak. Il a été proposé deux solutions : donner un milliard d'euros aux organisations humanitaires de l'ONU (Programme alimentaire mondial et Unicef), pour améliorer la condition des migrants dans les actuels pays d'accueil (Turquie, Liban, entre autres) ; et renforcer les contrôles extérieurs en augmentant d'1,3 milliard les crédits des agences européennes (Frontex, Europol, Bureau européen d'appui en matière d'asile (BEAMA)) chargées de l'immigration illégale. Par ailleurs, il a été décidé de mettre la pression sur la Grèce afin « qu'elle fasse la preuve qu'elle peut contrôler ses frontières ».
Les pays ont constaté que la Turquie était « devenue la porte d'entrée pour des centaines de milliers de réfugiés vers l'Europe ». Aussi ils ont estimé qu'il était important de négocier avec ce pays. Mais, ce pays qui est en position de force dans les négociations avance un certain nombre de revendications. Tout d'abord la Turquie s'est vue allouer 1 milliard d'euros, mais elle estime que l'accueil des réfugiés lui a coûté 6,7 milliards de dollars depuis 2011. Aussi elle voudrait que l'aide soit portée à trois milliards. Par ailleurs, Ankara demande une libéralisation des visas pour ses nationaux. François Hollande et Angela Merkel sont réticents sur ce point et ne veulent pas que les visas soient accordés sans contrôle. Enfin, la Turquie demande une accélération de son processus d'adhésion à l'Union européenne avec « l'ouverture de six nouveaux chapitres dans le processus d'adhésion … et l'inscription du pays sur la liste des pays sûrs ».
Les discussions ont également porté sur les hotspots (centres d'enregistrement et de tri des migrants). Les pays situés en première ligne (Italie et Grèce) sont assez réticents envers ces centres dont le rôle n'est pas encore clairement établi. Enfin, la France a proposé la création d'un corps européen de gardes-frontières, un projet qui heurte les pays de l'Est soucieux de leur souveraineté.

## Demandes d'asile

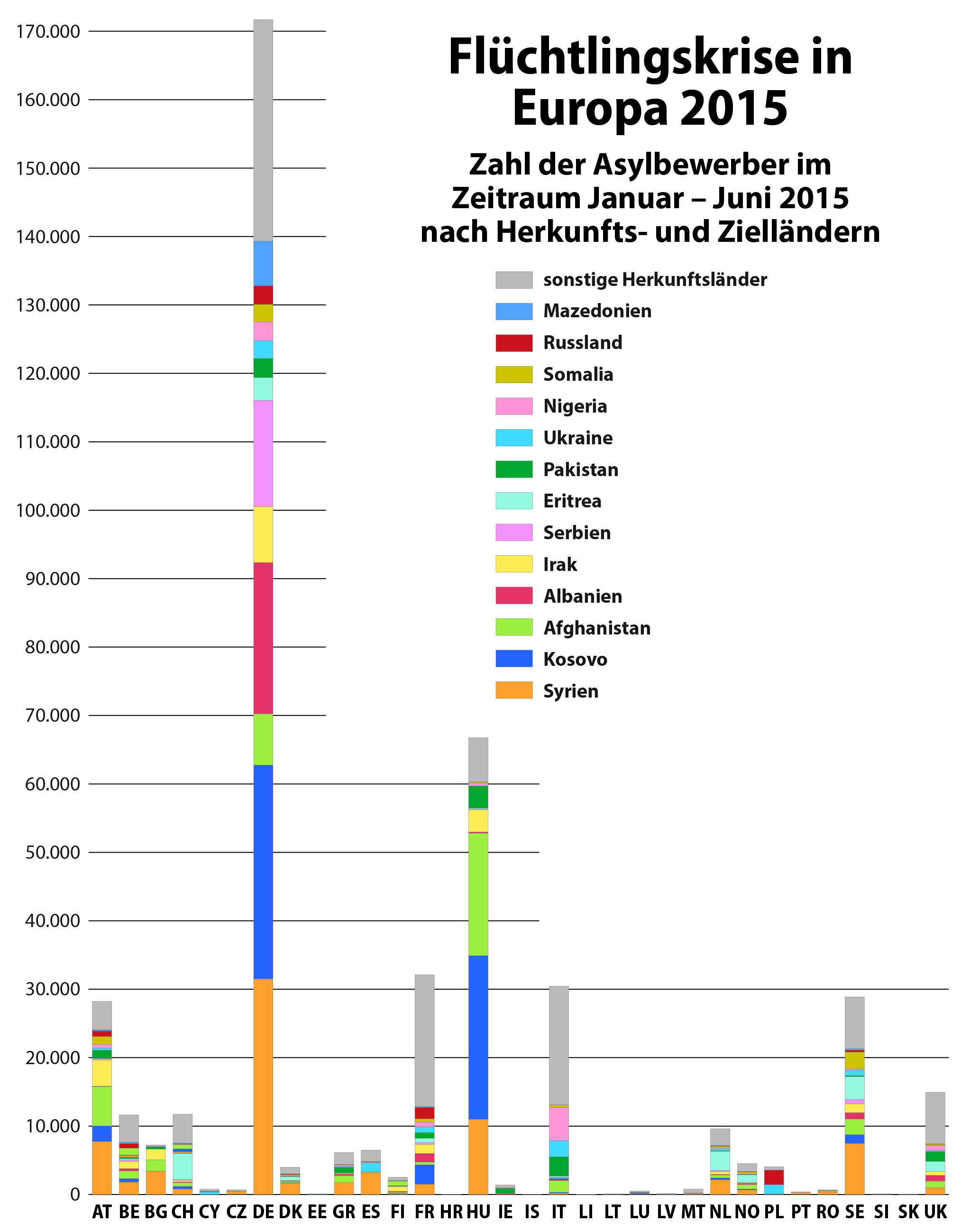
Pays d'origine et de destination des migrants.

L'actuel système de demande d'asile permet de connaître le pays d'origine et le pays de destination des demandeurs d'asile.
En avril 2017, le Daily Mail fait état d'une étude des Nations unies indiquant que moins de 3 % des migrants ayant atteint l'Italie en 2016 ont été admis au titre de l'asile.
| Pour des raisons techniques, il est temporairement impossible d'afficher le graphique qui aurait dû être présenté ici. | Pour des raisons techniques, il est temporairement impossible d'afficher le graphique qui aurait dû être présenté ici. |

## Débats politiques
Même atténuée, cette crise reste présente dans les esprits.
La chaîne qatarienne Al Jazeera estime que le terme « réfugié » est plus adapté à la situation que celui de « migrant ». Le Haut Commissariat des Nations unies pour les réfugiés indique qu'un migrant part de lui-même pour chercher de meilleures conditions, alors qu'un réfugié est chassé par la guerre, un conflit ou la persécution,. En particulier, pour les Syriens, on parle souvent de réfugiés de la guerre civile syrienne. Le choix des termes (« migrant », « exilé » ou « réfugié ») reste délicat.
Pour le journaliste Adrien Lelièvre, le nombre de Syriens venant chercher refuge en France aurait conduit à un changement sémantique : les personnes qui viennent en France et qui jusque-là étaient décrites comme des migrants ont depuis été décrites comme des réfugiés. Pour lui, « ce mot [de migrant] ne remplit plus son rôle quand on en vient à décrire l’horreur de ce qui se passe en Méditerranée. Loin de sa simple définition telle qu’on peut la trouver dans le dictionnaire, c’est devenu un outil visant à déshumaniser ce qui se passe et nous mettre à distance. Avec une forte connotation péjorative ». Il ne s'agirait donc pas d'une question sémantique, mais plutôt d'un problème de flou des statuts.
Certaines personnalités politiques françaises, notamment Nicolas Sarkozy et Marine Le Pen, continuent à utiliser le terme de « migrant ».
Pour Hubert Védrine, la confusion entre les termes « réfugiés », « migrants » et « clandestins » aurait pour finalité d'éviter de reconnaître la spécificité du droit d'asile. Elle serait alimentée par deux grands courants d'idées : ceux qui pensent qu'il faut accueillir tout le monde. Sont compris dans cette catégorie : une partie de la gauche, « beaucoup d'associations, d'organisations catholiques, de people sympathiques ». « L'extrême droite qui alimente délibérément cette confusion inquiétante, parce qu'elle vit de ce fonds de commerce ».

## Accueil des migrants
Parmi ces migrants se trouvent des demandeurs d'asile qui sont éligibles au statut de réfugiés. C'est notamment le cas des réfugiés syriens, qui traversent d'abord la frontière entre la Serbie et la Hongrie (bloquée), puis la Hongrie, avant d'arriver en Autriche ou en Allemagne, principal point de ralliement.
L'Union européenne alloue aux États d'accueil 6 000 euros par personne accueillie. Cette somme peut permettre de financer six mois d'accueil. Après les annonces de l'Australie, du Canada et des États-Unis, de leur intention de recevoir quelques milliers de réfugiés, diverses voix se font entendre pour dénoncer l'absence de soutien à ces initiatives dans la plupart des pays musulmans. En effet, le Qatar, le Koweït, Bahreïn, l'Arabie saoudite ou les Émirats arabes unis, pays riches du Golfe, n'en veulent accueillir aucun. Les journalistes d'opposition aux régimes en place dans ces États estiment que leurs pays devraient « avoir honte » de ne pas soutenir les réfugiés syriens.

### Conduite de la relocalisation
Le plan de relocalisation de 160 000 réfugiés arrivés en Italie ou en Grèce, a été décidé en septembre 2015 par les pays de l’Union européenne ; il a pour objectif d'être accompli avant septembre 2017.
| Pour des raisons techniques, il est temporairement impossible d'afficher le graphique qui aurait dû être présenté ici. |
| Sources : Commission européenne, Le Monde,.                                                                            |

| Pays                                      | Avancement | Explication |
| ----------------------------------------- | ---------- | --- |
| UE                                        | 5 %        | À mi-échéance 5 651 personnes sur 98 255 ont effectivement été relocalisées. dont 1196 depuis l'Italie et 4455 depuis la Grèce                    |
| France                                    | 11 %       | À mi-échéance, 1 952 personnes sur 17762 ont effectivement été relocalisées.                                                                      |
| Allemagne                                 | 1 %        | À mi-échéance, 215 personnes sur 27536 ont effectivement été relocalisées.                                                                        |
| Finlande                                  | 34 %       | À mi-échéance, 690 personnes sur environ 2018 (719 depuis l'Italie et 1299 depuis la Grèce) ont effectivement été relocalisées, soit environ 35%. |
| Sources : Commission européenne, Le Monde |            | |

Selon Ioánnis Mouzálas, « un an après le lancement de ce programme, les partenaires européens n’ont pris en charge que 5 000 réfugiés au départ de la Grèce, alors qu’ils avaient promis d’en accueillir 33 000 la première année, et autant d’ici fin 2017. »
Pour Filippo Grandi, les pays européens n'ont réparti que 10 000 réfugiés alors qu'il s'étaient accordés pour en relocaliser 160 000 avant la fin 2017.
En 2017, la Commission européenne admet que la relocalisation est un échec, et que seul 25 % de l'objectif peut être atteint. Selon Claude Moraes, député européen britannique, membre du Parti travailliste, 28 000 personnes sur 160 000 ont été relocalisées en deux ans.

### Union européenne

#### Allemagne

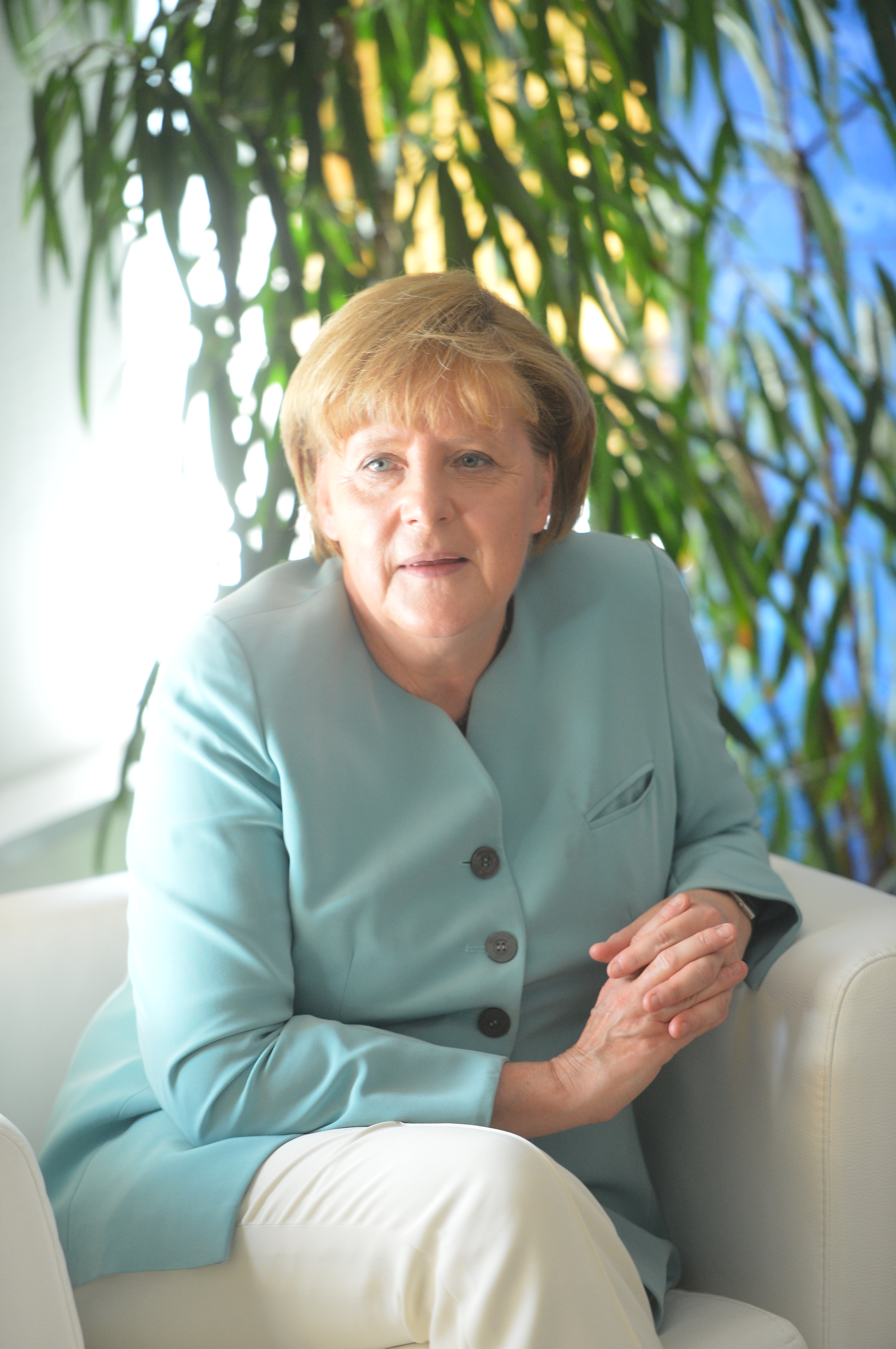
Angela Merkel, chancelière fédérale allemande.

En 2015, l'Allemagne compte accueillir 800 000 migrants. Cette démarche semble obéir à trois principaux motifs :
- Démographique et économique : si rien n'est fait, la population allemande va décliner passant de 81,1 millions d'habitants mi-2015 à 76 millions d'habitants en 2050. À cette date, selon les prévisions, la population française devrait atteindre 77 millions[105]. La baisse de la population aurait, selon Jean-Louis Thiériot, deux grandes conséquences économiques : des problèmes de financement des retraites et un moindre dynamisme économique[104]. Angela Merkel se range à l'avis des patrons allemands qui manquent de main-d'œuvre[106].
- Éthique : toujours pour Jean-Louis Thiériot, il faut aussi tenir compte de « motivations éthiques » liées notamment à la « Seconde Guerre mondiale et à ses traumatismes ». À cela s'ajoute la mémoire des 5,5 millions d'Allemands chassés d'Europe orientale après 1945[104], que le pays a accueillis. On peut aussi voir dans ce geste humaniste, l'éthique de la fille de pasteur qu'est Angela Merkel.

L'afflux de migrants en Europe a suscité diverses réactions. Selon Paolo Gentiloni, il existe un risque que les pays d'Europe cherchent à fermer leurs frontières, provoquant l'effondrement de l'accord de Schengen ; la crise des migrants pourrait amener l'Europe à « redécouvrir son âme ou à la perdre pour de bon ».
Pour accueillir et intégrer les 800 000 réfugiés, le pays compte lancer un plan de 6 milliards d'euros. La moitié de cette somme étant destinées aux Länder (régions) et aux communes. Par ailleurs, le pays prévoit d'embaucher trois mille agents de police supplémentaires. Enfin, l'Allemagne compte surtout aider les réfugiés en nature (hébergement, etc.) et limiter l'octroi d'espèces. Toutefois, ces mesures s'accompagnent de la volonté de considérer comme « sûrs » les États des Balkans (Kosovo, Albanie, Monténégro) ce qui conduirait à refuser de considérer comme réfugiés leurs ressortissants. En contrepartie l'Allemagne pourrait être plus souple avec les ressortissants de ces pays dans l'octroi de permis de travail.

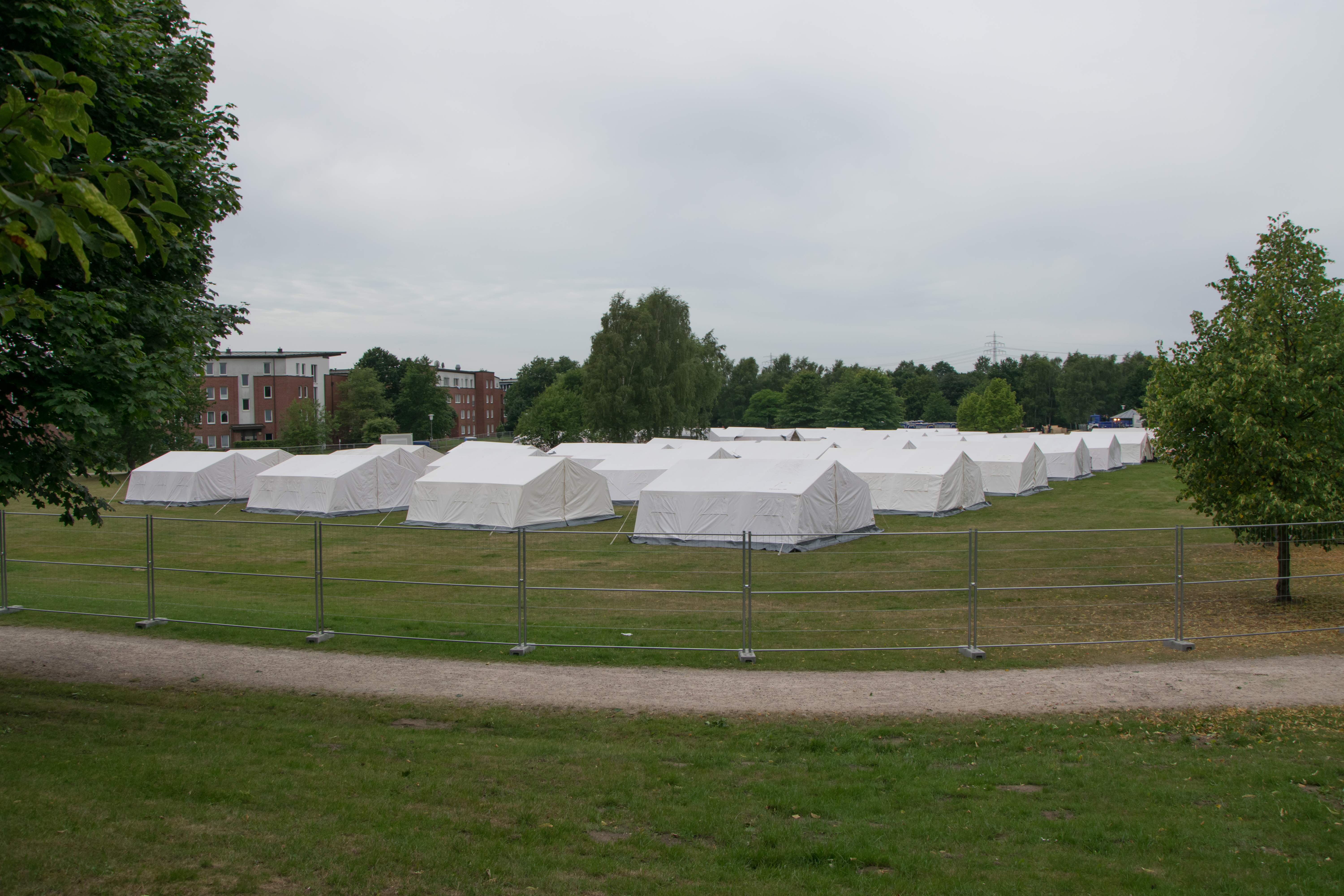
Un camp à Hambourg-Jenfeld.

Confrontée à l'afflux de migrants, dont le nombre atteint en 2015 le chiffre d'un million, et aux critiques de plusieurs pays européens de cette politique d'accueil, l'Allemagne rétablit sa frontière avec l'Autriche le 13 septembre 2015, le ministre de l'Intérieur Thomas de Maizière déclarant que « la solidarité allemande ne peut pas être abusée ». Quelques jours auparavant, le leader de la CSU, Horst Seehofer avait sévèrement critiqué la politique d'accueil d'Angela Merkel confirmant les déclarations de son collègue Hans-Peter Friedrich affirmant que l'accueil de ses réfugiés constituait « une erreur de jugement sans précédent », le plus gros quotidien allemand, la Frankfurter Allgemeine Zeitung, publiant un éditorial intitulé « L’Europe de l’Est a raison ».
Principale instigatrice du mécanisme de répartition obligatoire des migrants et confrontée à une très forte opposition notamment des pays d'Europe centrale, Angela Merkel est contrainte d'annoncer en septembre 2016 au sommet de Bratislava l'abandon du système des « quotas » nationaux.

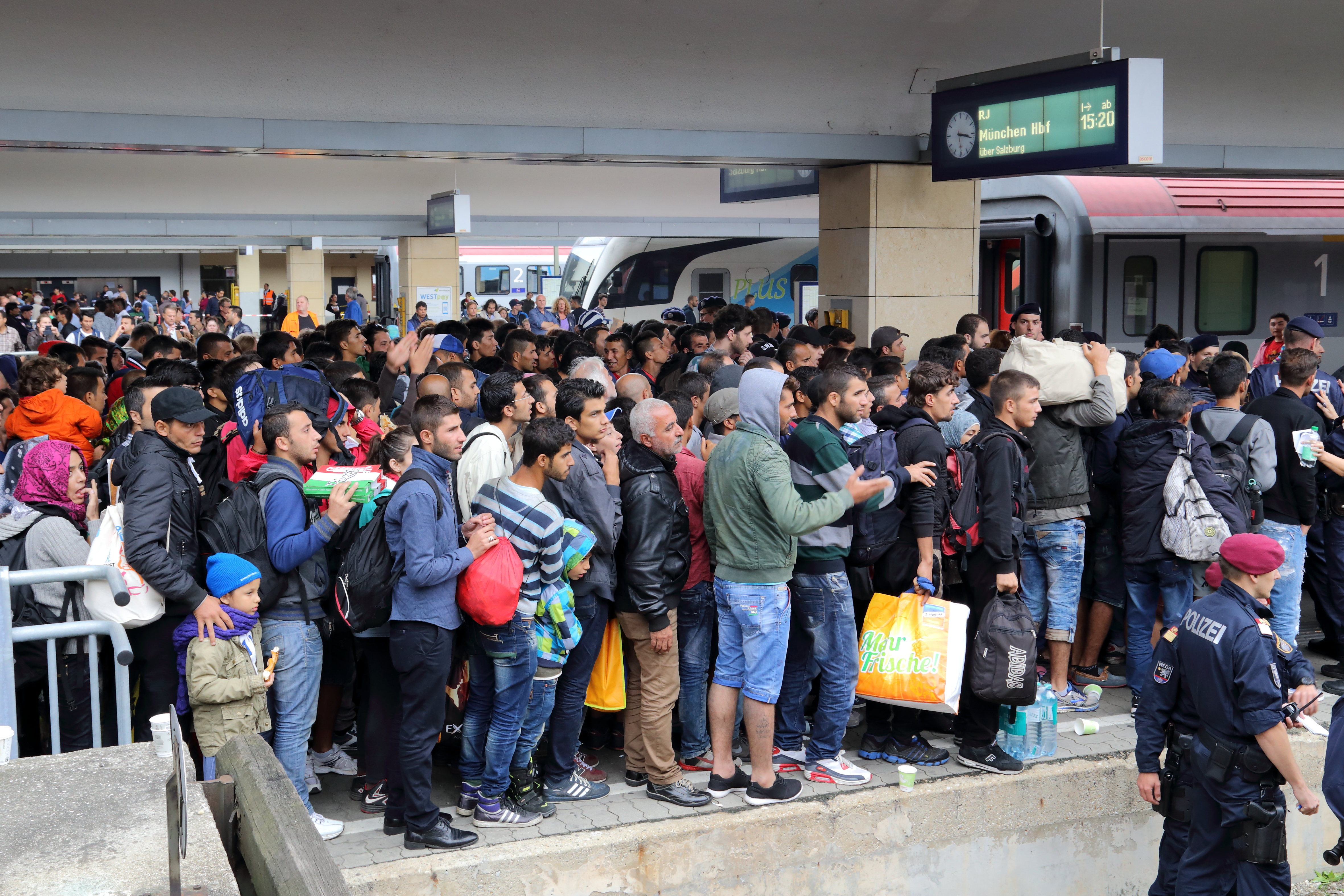
Gare de l'Ouest (Vienne), 5 septembre 2015, des migrants en chemin vers l'Allemagne.

En septembre 2015, la ville de Munich n'arrive pas à gérer l'arrivée de migrants. Ces problèmes font surface alors que : le nombre de réfugiés arrivant ne faiblit pas, alors que plus de réfugiés arrivent qu'il n'en repart ; Munich ne dispose pas de suffisamment de places pour les mineurs isolés, alors qu'une loi interdit de transférer un mineur d'un land vers un autre land ; il manque matériellement de lits disponibles ; les migrants ne sont pas systématiquement enregistrés en Allemagne.
Plus généralement, le 21 septembre 2015, le quotidien allemand de gauche Die Tageszeitung écrit : « Étant donné l’afflux massif de réfugiés, la société allemande arrive à sa limite maximale d’accueil ». Après les agressions sexuelles du Nouvel An 2016 en Allemagne, dont les assauts sont coordonnés et commis par des groupes de 2 à 40 hommes, décrits comme nord-africains ou arabes et dont les suspects sont principalement des demandeurs d’asile ou des immigrés en situation illégale selon la police, Angela Merkel annonce vouloir faciliter les expulsions d'immigrés coupables d'agression.
L'accueil de plus d'un million d'exilés en 2015 par l'Allemagne est notable mais trois ans plus tard, en 2018, 923 580 personnes ont quitté l'Allemagne afin de retourner dans leur pays d'origine.

##### Conséquences économiques
Selon le rapport économique mensuel de la Bundesbank rendu en décembre 2015, une grande partie des migrants qui sont attendus en Allemagne risque de se retrouver au chômage et de n'entrer que très progressivement sur le marché du travail.
L'importance du facteur travail en économie amène les économistes à se soucier de la démographie. À ce niveau, les projections démographiques montrent que l'Europe géographique devrait voir sa population passer de « 738 millions d'habitants aujourd'hui à 707 millions en 2050 », pendant que celle de l'Afrique devrait doubler sur la même période passant de « 1,2 milliard d'habitants à 2,5 milliards ». Ces chiffres amènent Éric Le Boucher à craindre des crises « à répétition ». Aussi est-il souvent suggéré d'accroître l'aide au développement pour permettre à ces pays de se développer car cela constitue un encouragement à rester sur place.
Après une période de déclarations euphoriques des représentants du grand patronat allemand concernant les avantages économiques que représenterait l'arrivée en masse de nouvelles forces de travail, ceux-ci commencent à reconnaître en 2016 que l'intégration des migrants sera beaucoup plus longue et difficile que prévu : ainsi 80 % d'entre eux n'ont pas le niveau d'un simple ouvrier spécialisé allemand. Ils ne parlent pas la langue locale ni ne connaissent l'alphabet latin et un nombre non négligeable d'entre eux sont analphabètes. Selon un institut de recherche économique allemand, « il faut cinq à sept ans à un réfugié pour produire plus qu'il ne coûte à l'État ».
En février 2016, un sondage réalisé auprès de 220 économistes en Allemagne révèle qu'une majorité des professeurs allemands d'économie voit l'afflux des demandeurs d'asile de manière critique. 40 % attendent de la venue des immigrés plutôt des inconvénients pour l'Allemagne, contre 23 % des avantages, le reste demeurant indécis. Dans l'ensemble, la plupart des économistes jugent de façon critique la politique d'asile allemande, à la différence de celle du Canada et de l'Australie, ces deux pays ayant une forte sélection selon le niveau de qualification des immigrants.
D'une manière générale, il existe un consensus chez les économistes allemands concernant « la piètre employabilité des « réfugiés » », ce qui se traduit par un sous-emploi qui « devrait perdurer un certain nombre d’années ». Les migrants risquent ainsi de constituer un poids financier pendant longtemps. Les réfugiés syriens habituellement présentés comme étant qualifiés sont en réalité souvent originaires des régions rurales les plus pauvres de Syrie et « leur niveau de qualification est dramatiquement bas ». Ils sont issus de familles paysannes qui savent à peine lire et écrire, l’analphabétisme étant plus largement répandu parmi ces populations que dans le reste de la Syrie. Pour l’industrie allemande qui a besoin essentiellement d'ouvriers qualifiés, c'est une main d'œuvre inadaptée.

##### Conséquences en matière de sécurité
En Allemagne, les migrants ont officiellement commis plus de 200 000 crimes et délits en 2015. Selon les chiffres officiels partiels du Bureau pénal fédéral (BKA), les réfugiés (essentiellement Syriens, Afghans et Irakiens) ont commis 92 000 infractions de plus qu’en 2014, dans l’ensemble du pays, ce qui représente une augmentation de 79 % par rapport à 2014 alors que dans le même temps le nombre de migrants accueillis a bondi de 440 % (1,1 million de demandeurs d'asile supplémentaires),. Les chiffres ne comprennent pas ceux des trois États de Hambourg, de Brême et de Rhénanie du Nord-Westphalie, gouvernés par des Parlements SPD qui n’ont pas souhaité transmettre leurs données criminelles au BKA. Pour cette raison, les vols et agressions sexuelles de Cologne, perpétrés le 31 décembre 2015, ne sont pas inclus dans ces statistiques. Il y eut en outre 240 tentatives de meurtre par des migrants et, dans les deux tiers des cas, les auteurs et les victimes étaient de même nationalité. En définitive, le BKA estime que la criminalité des migrants est du même niveau que le reste de la population. Il indique aussi que les réfugiés fuyant les conflits comme les Syriens, Afghans et Irakiens sont sous-représentés parmi les délinquants, au contraire de ceux en provenance des pays voisins, comme le Kosovo, la Serbie et l'Albanie.
Sur cette même année 2015, les actes de violences contre les migrants ont augmenté de 427 % selon le ministre de l’Intérieur allemand, Thomas de Maizière. Celui-ci s'inquiétait à nouveau en mai 2016 des nombreuses attaques contre les réfugiés commises les premiers mois de l'année 2016 : 654 attaques contre les réfugiés, 449 contre les structures d'accueil, 45 incendies criminels, et 5 attaques aux explosifs.
Les statistiques de criminalité sont particulièrement hautes pour les Marocains : ces derniers ont perpétré 33,6 % des actes de délinquance concernant les migrants. Les Algériens, pour lesquels ce taux atteint 38,6 %, sont également pointés du doigt.
Certains des auteurs des attentats du 13 novembre 2015 en France et de mars 2016 à Bruxelles sont entrés sur le continent en se faisant passer pour des réfugiés. En juillet 2016, l'Allemagne connaît ses premiers attentats islamistes. Ceux-ci, impliquant des demandeurs d'asile, font 15 morts et plusieurs dizaines de blessés en moins d'un mois,. De surcroit, les services secrets allemands assurent avoir la preuve que des commandos de l'État islamique ont pénétré en Europe en profitant de l’afflux de réfugiés. En novembre 2016, le ministère de l'Intérieur annonce que le nombre de crimes enregistrés en 2015 par la police fédérale a augmenté de 31,6 % par rapport à 2014, les infractions liées au non-respect des lois en matière d'immigration ayant « explosé » de 151,6 %. Le rapport annuel de la police fédérale pointe du doigt le nombre très limité d'expulsions autorisées par les juges. En 2015, seulement 22 369 immigrants illégaux ont été renvoyés dans leur pays d'origine. Le même mois, les journaux Der Spiegel et Die Welt am Sonntag confirment que l'État islamique prépare spécifiquement des combattants à se cacher parmi les réfugiés en Europe et à ne pas attirer l'attention. Selon eux, il n'existerait pas de solutions simples au danger que représentent ces éléments infiltrés. En décembre 2016, un crime sexuel commis à Fribourg-en-Brisgau sur une jeune étudiante par un migrant suscite une importante émotion dans le pays,,.
En avril 2017, la police allemande confond un militaire allemand qui s’est fait passer pour un réfugié syrien. Il est soupçonné d’avoir préparé un attentat dans le but de mettre en cause les migrants.

#### Autriche
L'Autriche crée une polémique lorsque le chancelier Werner Faymann compare la politique hongroise concernant la gestion des réfugiés avec les victimes de la déportation nazie, ce qui entraîne une convocation de l'ambassadeur d'Autriche en Hongrie le 12 février 2015 et des critiques publiques de la part du ministre des affaires étrangères hongrois Péter Szijjártó. Paradoxalement, au cours de l'année 2015, l'Autriche finit par rétablir l'ensemble des contrôles aux frontières du pays sauf pour la Suisse, et fait construire le premier mur en barbelés intra-Schengen de l'histoire contre la Slovénie.

#### Belgique
Selon Bart De Wever, président de la N-VA et bourgmestre d'Anvers, la Belgique attire les migrants. Jean-Claude Juncker pourrait demander à celle-ci d’accueillir 4 564 réfugiés supplémentaires, mais le secrétaire d’État à l’Asile et la Migration, Theo Francken (N-VA), reste réservé sur la question. En raison d'une possible évacuation de la Jungle de Calais, la Belgique rétablit ses contrôles à la frontière franco-belge le 23 février 2016 par crainte d'un afflux de migrants expulsés du Calaisis,,. Ce démantèlement sera d'ailleurs effectif après le rétablissement des contrôles.
Theo Francken a mené une politique migratoire plus ferme que celle de ses voisins européens : la Belgique a procédé à l'expulsion de plus de 10 000 étrangers (réfugiés ou non) en 2015, en plus de renforcer sa politique d'expulsion à l'égard des ressortissants européens, des détenus, ainsi que de personnes nées sur le territoire national.

##### Conséquences économiques
De janvier à octobre 2016, les coûts de l'accueil et de l'accompagnement des migrants représentent 1,3 milliard d'euros pour la Belgique, soit un doublement en deux ans. En novembre 2016, une étude montre que moins de 3,5 % des 57 000 réfugiés qui sont arrivés en Belgique en 2015 occupent un emploi.

#### Croatie (hors espace Schengen)
La Croatie (pays de l'Union européenne, n'appartenant pas à l'espace Schengen), qui a connu jusqu'en 1995 des situations de guerre, a laissé transiter les migrants. Le pays et son voisin la Hongrie se sont entendus pour laisser entrer en Hongrie les migrants vulnérables.

#### Danemark
Le royaume nordique n'accorde aux migrants que des droits d'asile temporaires, ne facilite pas les regroupements familiaux et a réduit les allocations aux nouveaux arrivants. Aussi, ces derniers refusent de descendre des trains dans ce pays et préfèrent continuer jusqu'en Suède. Le 9 septembre 2015, le Danemark a dû, pour cette raison, suspendre les relations ferroviaires avec l'Allemagne. Le 11 septembre, le Danemark fait savoir qu'il ne participera pas à la politique de quotas proposée par Jean-Claude Juncker. Le gouvernement mène par ailleurs une campagne de publicité au Liban, décriée par l'opposition, afin de prévenir les réfugiés de la réduction des aides sociales qui leur seraient accordées. Le 18 décembre 2015, le Danemark prépare un projet de loi visant à autoriser la fouille des bagages des migrants et de confisquer tout objet de valeur ou argent liquide au-delà de 3.000 couronnes danoises, soit environ 400 euros (remonté à 1 840 euros le 8 janvier) pour financer l'accueil des migrants, les alliances et téléphone portable n'étant pas concernés. Ce projet est condamné par l'ancien grand rabbin du Danemark Bent Melchio et par la presse internationale dont notamment le Washington Post, mais soutenu par le gouvernement, la ministre de l'intégration Inger Stojberg du parti libéral, le député issu de l'immigration Naser Khader et le président du parti populaire danois Kristian Thulesen Dahl.
Le Danemark décide notamment de prolonger les contrôles aux frontières pour le 4 mars 2016. En novembre de la même année, le gouvernement annonce qu'il cesse d'accueillir jusqu'à nouvel ordre les réfugiés proposés chaque année par le Haut commissariat de l'ONU aux réfugiés (HCR). Il motive sa décision par la « responsabilité de maintenir la cohésion économique, sociale et culturelle du Danemark ».

#### Espagne
En Espagne, un réseau d'au moins une dizaine de municipalités, sous l'impulsion du parti du Mouvement des Indignés souhaite accueillir des réfugiés. À Barcelone, capitale de Catalogne, le maire Ada Colau, a lancé le mouvement avec le poème « Notre maison est votre maison, s’il peut exister la maison de quelqu’un. Le soleil pourrait se lever n’importe quelle nuit ». L'Espagne accepte le programme proposé par la Commission européenne pour répartir des réfugiés fuyant notamment le conflit en Syrie, ce programme attribue 14 931 personnes à l'Espagne. Ajouté aux 2 749 personnes comptées par ailleurs, le nombre cumulé de réfugiés sera de 17 680 personnes.
En Espagne, la région autonome de Valence a décidé d'envoyer un bateau en Grèce, sur l'île de Lesbos pour y recueillir des réfugiés qui viendront en Espagne.
En 2017, 160 000 personnes ont manifesté à Barcelone, pour demander que l'Espagne accueille les 16000 réfugiés qu'elle s'est engagée à accueillir en 2015,.

#### Europe centrale
Quatre pays d'Europe de l'Est, la Hongrie, la Pologne, la Tchéquie et la Slovaquie ont estimé que le nombre de réfugiés à accueillir ne devait pas être décidé de manière centrale, mais qu'il devait être décidé en fonction des capacités d’accueil,. La Roumanie, après s'être montrée hostile aux quotas, accepte d'accueillir le nombre de quotas demandé par l'Union européenne,.
D'une manière générale, les sondages en Europe centrale montrent un rejet beaucoup plus fort des migrants qu'en Europe de l'Ouest : ainsi, en septembre 2015, 80 % des Slovaques, 75 % des Polonais seraient hostiles à l’accueil des migrants.
En mars 2017, le groupe de Visegrád critique à nouveau la répartition des nouveaux venus par quote part d'une part, et la corrélation entre la distribution des fonds européens et l'adhésion à la politique migratoire commune d'autre part qu'ils décrient comme « chantage » et « diktat » européens à leur égard concernant la politique migratoire commune.

##### Hongrie
En avril 2014, les élections législatives sont marquées par la poussée du Jobbik. En juin 2014, La Hongrie fustige la politique « libérale » de l’UE en matière d’immigration. Le 25 août 2014, le Premier ministre Viktor Orbán déclare qu’après avoir gagné les élections législatives en avril dernier, l’un des principaux objectifs de son mandat serait de mener une lutte farouche contre l’immigration : « l’objectif est de mettre fin à l’immigration par tous les moyens […]. Je pense que l’actuelle politique libérale en matière d’immigration, pourtant considérée comme évidente et moralement fondée est en fait hypocrite ».
Le 12 janvier 2015, après les attentats islamistes en France, Orbán réaffirme son opposition à l’immigration. En février 2015, 8 000 migrants sont interceptés en six jours. En avril 2015, un record de décès est constaté. En mai 2015, le gouvernement mène une campagne de consultation et de communication vis-à-vis de sa population. Le 23 juin 2015, la Hongrie se déclare incapable de gérer seule les immigrés. Le pays veut en outre rapidement construire un mur de séparation avec la Serbie. Le coût de la migration et de la politique d'immigration est par ailleurs dévoilé. En août 2015, la Hongrie érige un grillage à sa frontière avec la Serbie, la déclaration de juin étant mise en action. En septembre, après la clôture du pays, la police est débordée par les migrants. Le gouvernement envoie l'armée en renfort à la frontière serbe, et le Parlement lui donne le droit exceptionnel de tirer si un passage illégal est constaté et que le migrant refuse de coopérer. Aucun cas de tir n'a cependant été recensé depuis.

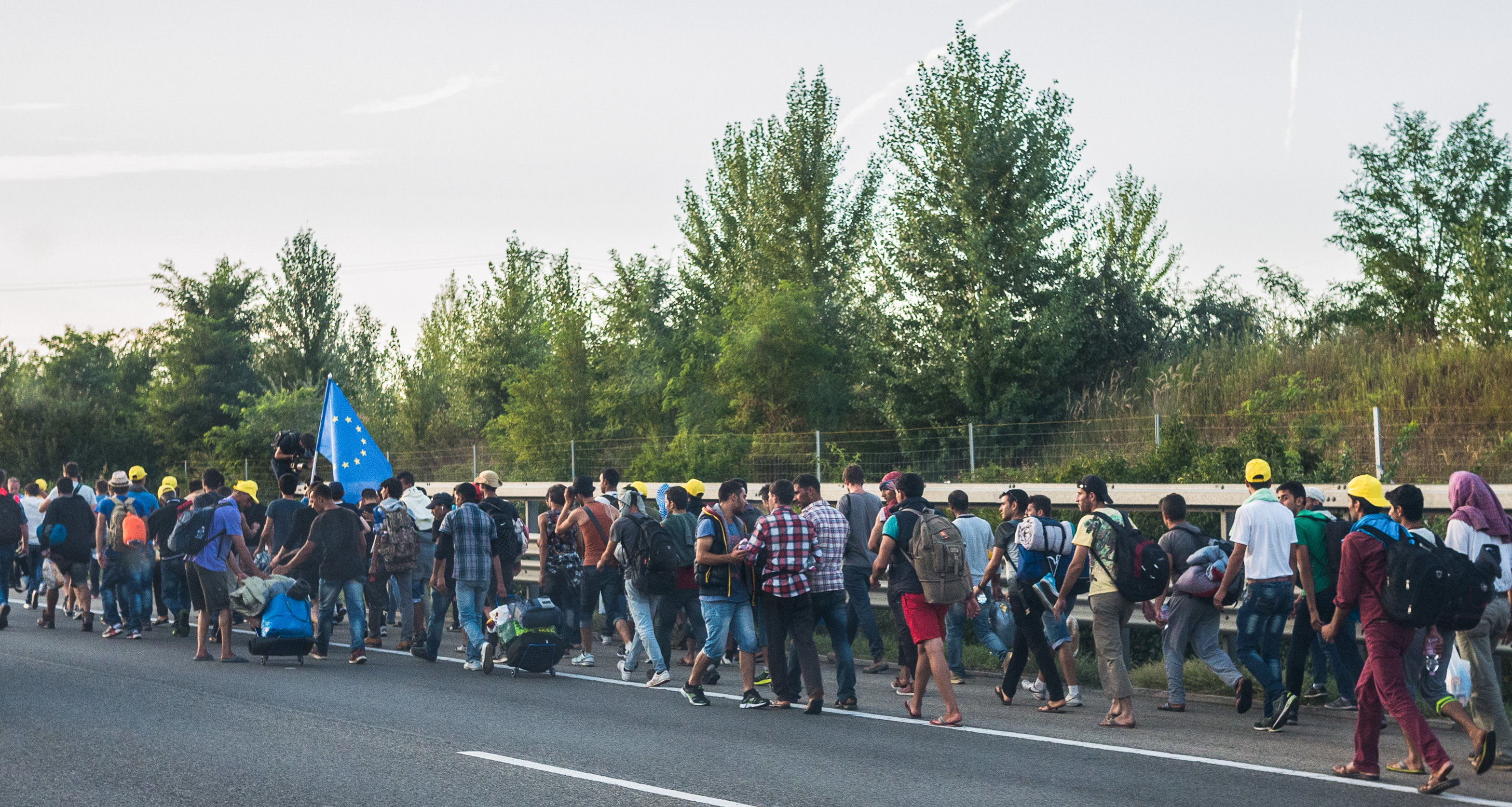
Marche de réfugiés en Hongrie, se dirigeant vers l'Autriche le 4 septembre 2015.

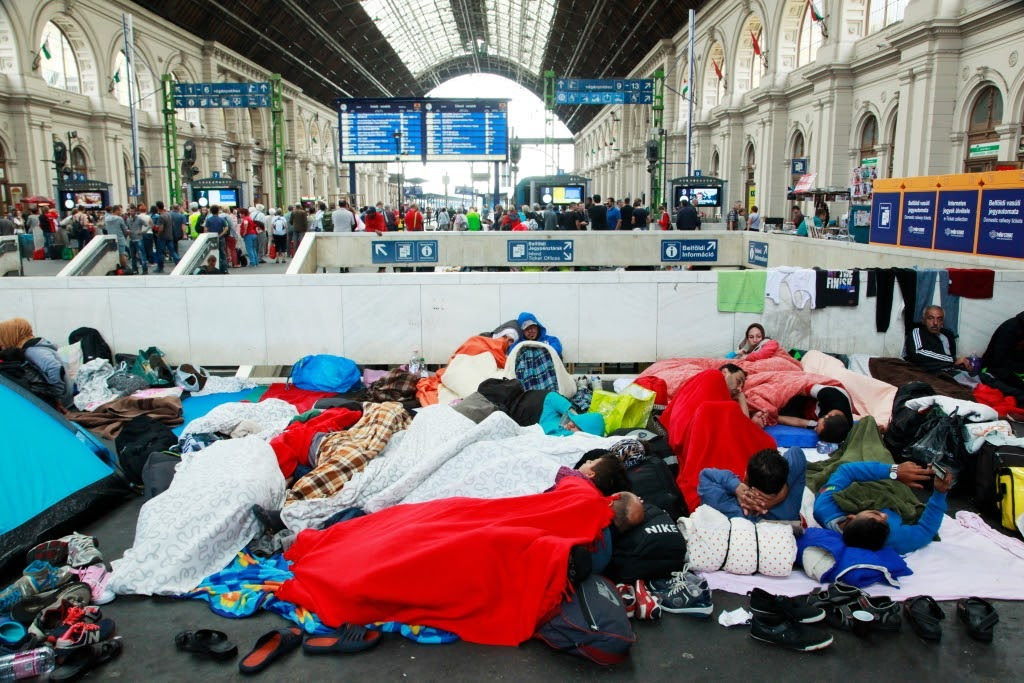
Campement dans la gare de l'Est de Budapest (Keleti pu.), 4 septembre 2015.

La Hongrie devient avec cette crise l'un des pays les plus affectés par l'immigration illégale ; plus de 100 000 entrées illégales dans ce pays sont rapportées par Frontex de janvier à juillet 2015. En juin, le gouvernement hongrois décide la construction d'une barrière entre la Hongrie et la Serbie, estimant que l'Union européenne ne prend pas les mesures nécessaires pour contenir les importants flux de population entrant illégalement dans l'espace européen par la frontière serbo-hongroise. Le 4 septembre 2015, une loi est votée au parlement hongrois, rendant le franchissement de la barrière passible d'une peine de prison pouvant atteindre trois ans,,,.
Le pays débute également la construction d'une barrière entre le 17 septembre 2015 et le 18 septembre 2015 à la frontière entre la Croatie et la Hongrie.
Le gouvernement décide en février 2016 d'organiser un référendum sur la possibilité pour l'Union européenne d'imposer l'installation d'étrangers en Hongrie,. Après divers recours infructueux liés au fait que la Constitution (art. 8) ne prévoit la possibilité de référendum que sur les questions du domaine de compétences du Parlement en excluant explicitement les obligations des traités internationaux, la date en est fixée par le président de la République János Áder au 2 octobre 2016. Les partis de la coalition gouvernementale appellent à voter « non », les partis de la gauche parlementaire à s'abstenir. Le « non » l'emporte, représentant plus de 98 % des votes exprimés, mais la proportion d'électeurs s'étant exprimés n'est que de 40 % ; de ce fait, le référendum n'est pas valide.

##### Pologne
Le 12 septembre 2015, plusieurs milliers de manifestants défilent en Pologne à Varsovie pour s'opposer à la venue de migrants. Le 23 mars 2016, à la suite des attentats de Bruxelles, la présidente du Conseil des ministres de Pologne Beata Szydło, qui s'était déjà montrée hostile aux vagues migratoires, annonce que son pays n'accueillera finalement pas de migrants sur son sol dans le cadre du programme de répartition de l'Union. Elle renonce ainsi au projet de son prédécesseur Ewa Kopacz d'accueillir environ 7 000 migrants. En mai 2017, le gouvernement polonais renouvelle son opposition à une politique de quotas. Affirmant que l'acceptation des migrants serait « certainement pire pour la Pologne » que l'action de l'UE, Mariusz Blaszczak, le ministre de l'Intérieur, déclare à la radio publique que la « sécurité de la Pologne et des Polonais » était en jeu et établit un lien entre les attaques terroristes en Europe et la vague migratoire.
À la fin de l’année 2021, éclate une crise entre la Pologne et la Biélorussie, qui laisse passer à sa frontière avec la Pologne de nombreux migrants en provenance du Moyen-Orient et d'Afrique. Le gouvernement polonais dénonce alors le rôle joué par Alexandre Loukachenko et Vladimir Poutine, appelant l’Union européenne à intervenir pour régler cette crise, qui intervient sur fond de tensions entre la Biélorussie et les pays occidentaux.

##### Tchéquie et Slovaquie
Le 12 septembre 2015, des manifestations contre les migrants ont lieu à Prague et à Bratislava.
Fin septembre 2015, dans une tribune du quotidien allemand Die Welt, l'ancien président tchèque Václav Klaus condamne sévèrement la politique d'ouverture d'Angela Merkel, avançant que la plupart des migrants sont mus par des considérations économiques et ne peuvent être considérés comme des réfugiés et que la véritable motivation des hommes politiques prônant une telle « politique d'accueil » est « de durablement détruire la cohésion des sociétés existantes en Europe ».
En juin 2016, Lubomír Zaorálek, ministre tchèque des Affaires étrangères accuse l'Union européenne de diviser l'Europe avec sa politique d'immigration. Il avance qu'un système de quotas est absurde. « Le sentiment qui règne ici en République tchèque est : Pourquoi devrions-nous être tolérants avec quelqu'un qui à ce jour ne montre aucune tolérance envers nous ? » Début août 2016, et après les attaques terroristes ayant eu lieu en Europe, le porte-parole de la présidence tchèque précise que « le président s'oppose à tout accueil des migrants sur le territoire tchèque. Notre pays ne peut pas se permettre de risquer des attaques terroristes comme celles qui ont été perpétrées en France et en Allemagne ».

##### Slovénie
La Slovénie, dans l'espace Schengen depuis 2007, dispose de capacités d'accueil limitées. Ce pays de 2 millions habitants pense pouvoir accueillir 10 000 personnes, mais au-delà de cette limite, il aura besoin de l'aide européenne. « Lorsque les réfugiés déposent une demande d'asile chez nous, nous les accueillons et les protégeons. Nous avons les capacités pour cela. Nous pourrions en accueillir jusqu'à 10 000 » déclare Marta Kos Marko, ambassadrice slovène en Allemagne. Elle affirme aussi : « Nous aussi, nous avons connu la solidarité quand nous étions en guerre en 1991. À cette époque, l'Autriche et l'Italie avaient été immédiatement prêtes à nous aider. Par conséquent, nous sentons être un devoir moral d'aider les réfugiés ». Si le nombre de 10 000 réfugiés est dépassé, des couloirs de transit seront créés pour rejoindre l'Europe occidentale dans de bonnes conditions.

#### France

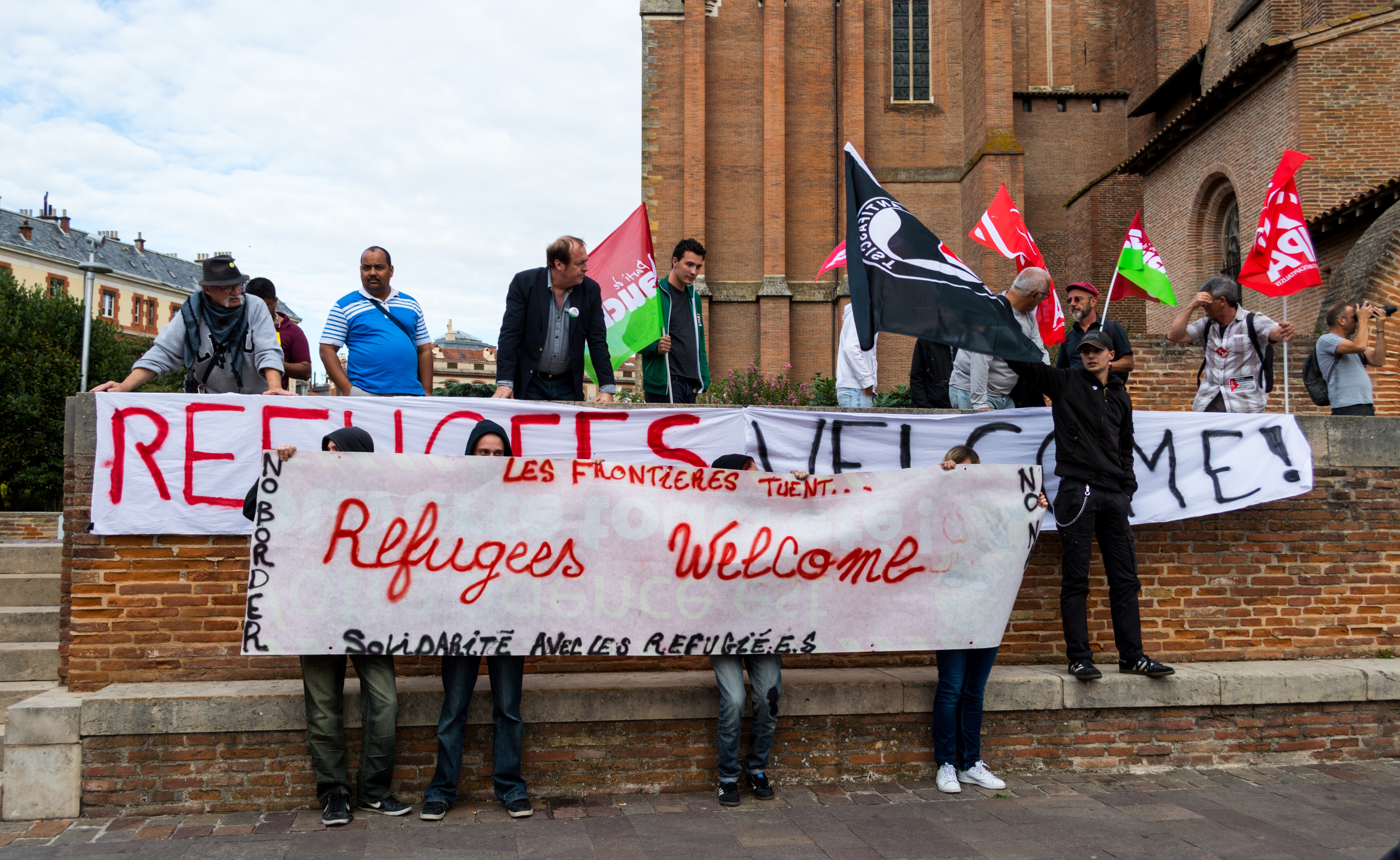
Rassemblement de soutien aux réfugiés à Toulouse (5 septembre 2015).

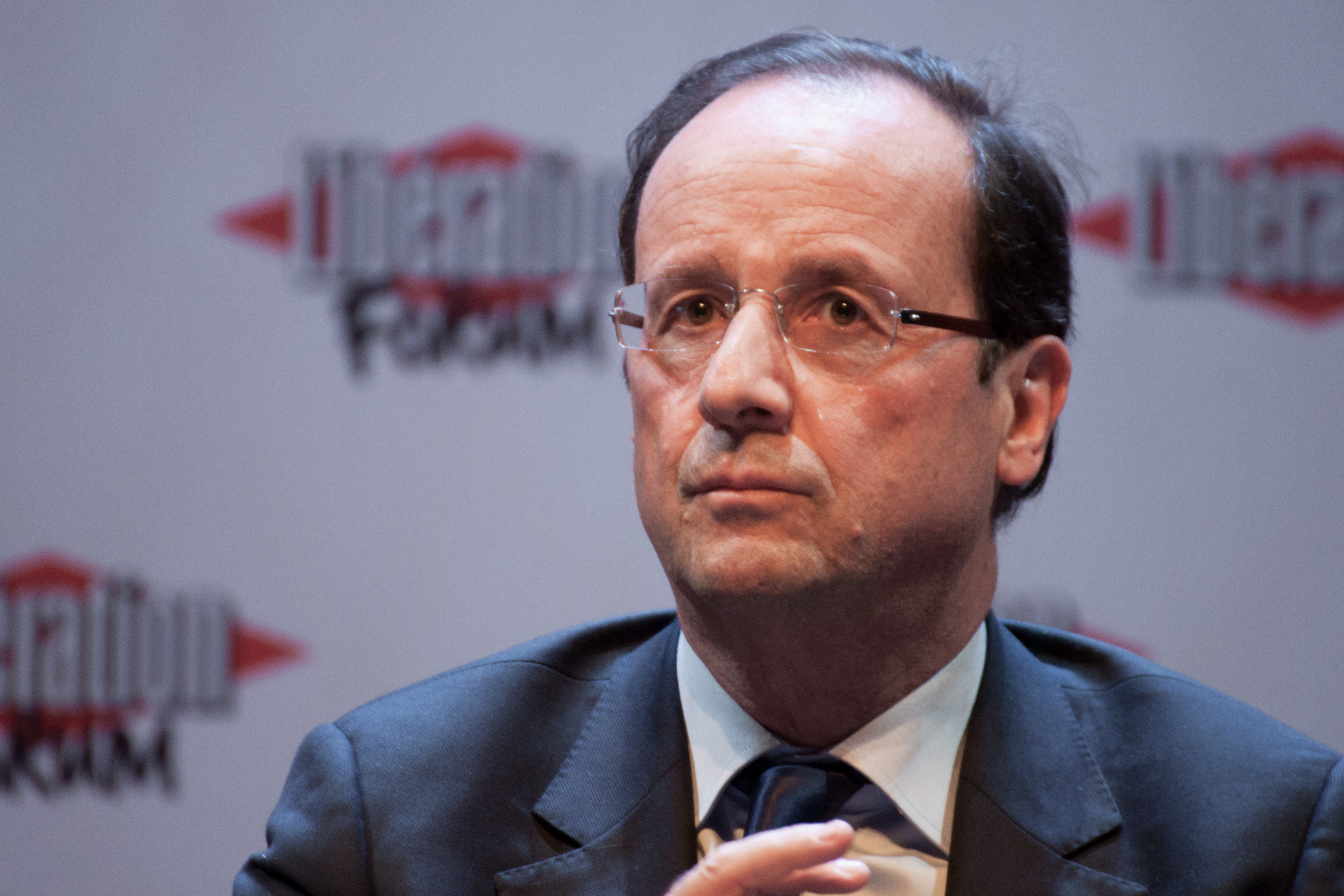
François Hollande, président de la République française de 2012 à 2017.

Le 13 mai 2015, à Bruxelles, la Commission européenne propose des quotas pour réguler l’accueil des réfugiés : « Agenda européen sur la migration ». Le gouvernement français, dans un premier temps opposé à la mesure des quotas, soutient par la suite le principe d'un « mécanisme permanent et obligatoire » pour répartir les réfugiés en Europe, en référence au système de quotas de réfugiés proposé par la Commission européenne. Le président de la Commission européenne a proposé d'ajuster à 27 000 le nombre de réfugiés à accueillir en France, en se basant sur une clé de répartition (également connue sous le terme de méthode des quotas) qui consiste à répartir les 160 000 demandeurs d'asile de l'Union européenne.
La mort d'Alan Kurdi, un enfant syrien retrouvé sur une plage de Turquie, entraîne des manifestations de plusieurs milliers de personnes en soutien aux migrants le 5 septembre dans plusieurs villes de France. Le comédien Alex Lutz fait publier dans Le Journal du dimanche du 6 septembre 2015, « La main tendue », un appel signé par soixante-six artistes français demandant à l'Europe d'assumer le devoir d'asile. Le lendemain, le lundi 7 septembre 2015, le président François Hollande indique que la France est prête à accueillir 24 000 réfugiés sur deux ans. La semaine suivante, dix fonctionnaires de l'OFPRA étaient en gare/foire expo de Munich, pour y préparer la venue de 1 000 réfugiés syriens et irakiens en France, dans le cadre d'un programme spécial visant à appliquer les règles qui préfigurent le futur dispositif européen. Le taux d'admission des syriens est de 97 %. Certaines communes ont souhaité participer à l'effort d’accueil des réfugiés. L’État a promis à ces communes un accompagnement financier.
En septembre 2015, le ministre de l'Intérieur propose une concertation avec les maires souhaitant accueillir des réfugiés. Lors d'une réunion avec le ministre, l'Association des maires de grandes villes de France (AMGVF) a souhaité l'aide de l’État en échange de quoi elle serait prête à accueillir des réfugiés sans discrimination. Certaines mairies sont hostiles à l'accueil des réfugiés. C'est notamment le cas de mairies dirigées par le Front national : « aucune mairie Front national ou du Rassemblement Bleu Marine n'accueillera le moindre immigré clandestin […]. Le système UMPS cherche à tromper nos compatriotes en insinuant que les migrants seraient des réfugiés temporaires. Il n'en est rien ».
La crise conduit le gouvernement français à vouloir s'impliquer plus dans le conflit syrien de façon à tarir la source principale des mouvements migratoires. C'est dans cette optique que François Hollande a, début septembre 2015, annoncé que la France allait mener des frappes aériennes en Syrie contre Daesh, alors que la France n'opérait jusque-là qu'en Irak.
En France, l'opinion concernant l'accueil des réfugiés montre un fort clivage politique. Entre 75 et 80 % des sympathisants de gauche et du centre se prononcent en faveur de l'accueil, tandis que 60 % des sympathisants de droite et 85 % des sympathisants d'extrême droite y sont opposés. Globalement, la population française reste très partagée, en 2015, sur l'accueil des migrants avec, selon les sondages, entre 37 et 49 % de personnes opposées et entre 37 et 53 % de personnes favorables,. En mai 2016, Amnesty International publie un sondage qui montre que 82 % des Français interrogés sont favorables à l'accueil en France des personnes fuyant les guerres. En septembre 2016, 62 % des Français se déclarent opposés à la répartition et à l'accueil en France des migrants qui arrivent sur les cotes grecques et italiennes, un rejet en forte hausse par rapport aux sondages précédents.
En France, le Front national considère, par la voix de sa présidente, Marine Le Pen, que les réfugiés sont ultra-minoritaires parmi les migrants. Pour elle, il s'agit d'« une immigration économique, d'une immigration d'installation, qui est la conséquence du laxisme gigantesque de nos gouvernants successifs ». La porte-parole du Parti socialiste, Corinne Narassiguin, estime que la provenance actuelle de la majorité de ces réfugiés est connue : Syrie, Irak kurde, Érythrée. Le maire Les Républicains de Roanne s'est prononcé en faveur d'un accueil en priorité des réfugiés chrétiens persécutés en Syrie. Il est soutenu par le président du parti, Nicolas Sarkozy, qui considère que les élus doivent pouvoir « continuer à s’exprimer librement ».
Le 9 septembre 2015, la France accueille les 53 premiers réfugiés syriens et irakiens en provenance d'Allemagne. Depuis le 12 septembre, le gouvernement octroie 1 000 euros aux communes par place créée. Dans les faits, la circulation et l'accueil des migrants restent légalement très limités ce qui suscitera des initiatives individuelles d'aide aux migrants relevant du « délit de solidarité ». En août 2017, Cédric Herrou est ainsi condamné pour avoir transporté et accueilli des réfugiés sur sa ferme.

##### Position des communautés religieuses françaises
L’accueil des migrants reste un travail nécessitant de nombreuses ressources notamment médicales, et juridiques. Les chrétiens se sont mobilisés dans un premier temps pour accueillir des chrétiens d'orient, mais n'excluent pas d'accueillir des membres d'autres communautés. Le grand rabbin Haïm Korsia a mis en regard la situation de ces réfugiés avec celle des juifs persécutés pendant la Seconde Guerre mondiale au cours de laquelle 6 millions de juifs ont été assassinés. Il a ainsi souhaité un « sursaut civique et humain » en faveur de « ces réfugiés qui affluent depuis des mois dans des conditions insupportables vers les terres européennes, fuyant la guerre, la pauvreté, la souffrance indicible ».
Les mosquées de l’Essonne se sont manifestées pour apporter leur contribution, des responsables de mosquées ou d’associations cultuelles se sont réunis en ce sens le mercredi 9 septembre 2015: « L’objectif est de trouver des idées », a détaillé Djamel Riazi de l'association Fraternité interculturelle génovéfaine. Il ajoute « On pourrait par exemple profiter de l’Aïd pour demander aux fidèles de faire des dons qui reviendraient aux réfugiés syriens. Ou encore proposer aux maires de financer des nuitées dans des hébergements d’urgence ».

##### Conséquences économiques
Des analystes soulignent que l'immigration pourvoit les pays qui reçoivent les migrants à la fois en travailleurs et en consommateurs. L'afflux de population provoque une hausse de la population active qui est, selon Patrick Artus, avec la hausse de la productivité une de deux grandes sources de croissance potentielle. Philippe Wenger de l'hebdomadaire Investir avance qu'en France, le taux d'emploi des hommes immigrés est supérieur à celui des nationaux « respectivement 80 et 74,6% », néanmoins les taux de chômage des immigrés en France montrent que 17,2 % des immigrés actifs sont au chômage contre 9 % des Français nés en France.
En mars 2016, les représentants du patronat français et allemand demandent à la Communauté européenne de « ramener sous contrôle » le flux des réfugiés et de le réduire « sensiblement ».

##### Risque terroriste
Par ailleurs, Bernard Cazeneuve, ministre français de l'Intérieur, n'exclut pas que des terroristes de Daesh utilisent les flux migratoires pour venir en Europe, ce qui s'est d'ailleurs concrétisé par l'attentat du Bataclan entraînant une polémique à propos de l'objectivité de certains médias sur la question,.
Selon Patrick Calvar, patron de la Direction générale de la Sécurité intérieure (DGSI), 500 terroristes seraient entrés en France à la faveur de la crise migratoire. Selon Europol, 3000 à 5000 « djihadistes » se seraient infiltrés en Europe et prépareraient des actes terroristes isolées ou en groupes.
Xavier Bertrand, président du Conseil régional de Nord-Pas-de-Calais-Picardie, demande l'intervention de l'armée concernant la gestion du camp de réfugiés de Calais.

#### Grèce
En 2015 et 2016, le cabinet international de conseil en stratégie McKinsey & Company a travaillé à « l’accélération » de l’examen des demandes d’asile introduites en Grèce. Le « plan d’action » proposé en décembre 2015 à l’ Agence de l'Union européenne pour l'asile (EASO), une agence qui doit aider les pays membres à gérer les crises, sera officiellement entériné en mars 2016. La presse révèlera par la suite que le contrat à hauteur de 992 000 euros a été passé sans « suivre la nécessaire procédure d’attribution des marchés publics ».
La Grèce, après avoir mis sous les yeux de l'Union européenne l'exode en cours, a proposé de « mieux surveiller ses frontières », en échange de la mise en œuvre du plan de répartition des réfugiés syriens, irakiens et érythréens, proposé par la Commission européenne. « Il est désormais possible que l'Europe prenne conscience de sa grande responsabilité dans un problème européen, qui ne peut pas peser seulement sur nous, les pays de la région », selon son Premier ministre Aléxis Tsípras.
En mars 2016, la route des Balkans se ferme aux réfugiés, et un accord pour refouler les migrants illégaux arrivant en Grèce est trouvé entre l'Union Européenne et la Turquie, qui est considérée comme pays sûr en provenance duquel les migrants peuvent voir leur demande d'asile refusée, et qui compense les refoulés vers son sol par le même nombre d'envois vers l'Europe depuis ses camps de réfugiés,.
En juin 2016, l'AFP fait état de rixes entre les migrants bloqués sur les iles de Samos et Lesbos en attente de leur transfert vers la Turquie.

#### Irlande (hors espace Schengen)
Dans un premier temps, l'Irlande, pays de l'Union européenne, n'appartenant pas à l'espace Schengen, s'engage à accepter 600 personnes sur son territoire. Par la suite, en 2015, 520 autres personnes s'y sont installées. Au mois de septembre 2015, le ministre de la Justice, Frances Fitzgerald a indiqué que l'Irlande a décidé d'héberger 2 800 réfugiés en plus, ce qui porte le total à 4 000, alors que le pays n'a pas adhéré au projet européen de répartition des migrants. Pour ce faire, l'Irlande compte utiliser « tous les bâtiments construits pendant le boom immobilier avant la crise de 2008 et qui n’ont jamais trouvé preneurs ».

#### Italie
À la demande de l'Allemagne, l'Italie établit des contrôles à la frontière autrichienne le 2 septembre 2015,,,.
En 2016, le système de relocalisation a difficilement fonctionné : environ 176 290 des 180 392 migrants n'ont pas bénéficié du plan de relocalisation.

#### Pays-Bas
Les Pays-Bas ouvrent un centre d'hébergement de 3 000 places près de leur frontière avec l'Allemagne, dans les environs de Nimègue, pour traiter les demandes officielles et ainsi maîtriser les flux migratoires. Le Premier ministre Rutte souhaite par ailleurs faire dégager quelques digues dans le Flevoland pour y installer des logements temporaires d'asile. Il appelle également les citoyens de l'Union européenne à ne pas paniquer face à l'afflux massif de réfugiés.
En novembre 2015, il déclare que l'Union pourrait s'écrouler « comme l'Empire romain » à cause des migrants, si les frontières ne sont pas contrôlées. Le président de l'Eurogroupe, également de nationalité néerlandaise, Jeroen Dijsselbloem, déclare que l'Allemagne, l'Autriche, la Belgique, les Pays-Bas et la Suède entre autres pourraient former un mini-Schengen, car ils accueillent beaucoup de réfugiés mais ne sont pas aidés par certains autres pays, de l'est majoritairement. Il affirme cependant que cette solution serait dommageable pour tous. Le ministre des Affaires étrangères Bert Koenders, appelle dans un même temps à maintenir l'espace Schengen en vie.
En 2015, les Pays-Bas ont reçu environ 59 000 demandes d’asile provenant en majorité de Syriens, d’Érythréens et d’Irakiens. Le gouvernement a par conséquent annoncé sa volonté de doubler sa capacité d’accueil, avec 42 500 lits et logements supplémentaires. Par ailleurs, 500 millions d'euros seront dépensés en 2016 pour l'intégration des réfugiés, par des aides à l'emploi et des cours de langue néerlandaise : « Rester, c'est participer. », annonce le ministère de l'Intérieur.
Après deux ans et demi de présence aux Pays-Bas, 90% des migrants étaient encore sans emploi selon le CBS.

#### Royaume-Uni (hors espace Schengen)
La Grande-Bretagne a reproché à la France de ne pas savoir défendre l'accès au tunnel sous la Manche. Un éditorialiste du Daily Mail a publié un article comparant l'afflux des migrants à l'invasion par Hitler, ce qui a provoqué une vive protestation d'une partie de la société civile, en particulier après la mort de Aylan Kurdi. Des Anglais ont manifesté leur indignation vis à vis de cette position, certains sont venus à Calais pour apporter des fournitures à la jungle. Ces bénévoles ont été agressés par la police britannique qui a utilisé contre eux des moyens anti-terroristes. Toutefois la société anglaise reste partagée, organisant des manifestations pour et contre.
Selon l'AFP, citée par Valeurs actuelles : « Le Royaume-Uni a accueilli « 216 personnes vulnérables […] en tant que réfugiés […] depuis mars 2014 ». Seulement « 5 000 Syriens ont obtenu l'asile au cours des quatre dernières années » ». David Cameron s'est depuis déclaré prêt à en accueillir davantage sans donner de chiffres. Il refuse toutefois la politique des quotas. En juin 2016, le Brexit l'emporte dans le référendum sur le maintien dans l'Union européenne. La question de l'immigration (y compris européenne) a été au cœur de la campagne.

##### Conséquences en matière de sécurité
En juillet 2016, les forces de police révèlent que 897 Syriens ont été arrêtés en 2015 en Angleterre et au Pays de Galles pour une série de délits qui comprennent viols, menaces de mort et maltraitance des enfants.

### Espace Schengen hors Union européenne

#### Suisse
Le 18 septembre 2015, la Suisse, pays de l'espace Schengen, n'appartenant pas à l'Union européenne, envisage d'accueillir 1 500 requérants enregistrés en Italie et en Grèce, sur deux ans, dans le cadre du programme de répartition de 40 000 personnes à protéger adopté en juillet par l’Union européenne. La Suisse conditionne cette décision au respect des engagements de Dublin. Elle ne s'est pas encore positionnée sur la participation au programme concernant 120 000 personnes à protéger supplémentaires arrivant de Hongrie, de Grèce et d’Italie.

#### Vatican
L’État du Vatican, pays de l'espace Schengen de facto, accueille une famille syrienne chrétienne, composée d'un père, d'une mère et de leurs deux enfants, originaires de Damas. Le 6 septembre 2015, le pape François demande au cours de la prière de l'angélus, place Saint-Pierre, que chaque paroisse ou communauté religieuse catholique d'Europe accueille une famille de réfugiés. Les évêques français ont salué l'appel du pape François à accueillir une famille de réfugiés dans chaque paroisse d'Europe,. En septembre 2015, la Conférence épiscopale catholique hongroise déclare que l'Église catholique en Hongrie suivra « volontiers et avec joie » l'appel du pape à ce que chaque paroisse accueille une famille de réfugiés. Un diocèse de Versailles décide de célébrer une messe en arabe chaque mois, pour les chrétiens de langue arabe.
Le samedi 16 avril 2016, le pape François se rend à Lesbos, une île grecque située à quelques dizaines de kilomètres des côtes turques et qui par conséquent voit transiter de nombreux réfugiés. Il y appelle l'Europe à bâtir des ponts plutôt que des murs, et crée la surprise en repartant avec trois familles musulmanes à bord de son avion,.

### Autres États

#### Algérie
En mai 2018, l'Algérie est accusée d'abandonner des migrants dans le désert. En juin 2018, on dénombre ainsi 13 000 personnes abandonnées par l'Algérie au Sahara durant les 14 derniers mois, dont des femmes enceintes et des enfants, sans eau ni nourriture et en les forçant à partir à pied, parfois menacés par une arme. Certains migrants périssent.

#### Libye
Le 6 octobre 2016, le ministre libyen des Affaires étrangères, Taher Siala, rejette la proposition européenne d'installer des camps de transit dans son pays.

#### Russie
Pour le russe Alexandre Prokhanov, la vague de migrants fait partie d'un plan de « chaos dirigé », qui menacerait la Russie au même titre que l'Europe.

#### Syrie
En Syrie, Bachar el-Assad considère que l'Occident tient un double discours sur les réfugiés, car selon lui, d'un côté il les accueille pour leur permettre de fuir la guerre, et de l'autre côté il fournit des armes aux terroristes.

### Autres organisations internationales: l'Otan
Le commandant en chef de l’OTAN, le général Philip Breedlove estime en se basant sur les services de renseignement qu'au moins 1500 « combattants du jihad » seraient revenus en Europe.

### Positionnement d'acteurs non étatiques
Certains acteurs non étatiques ont pris position dans cette crise migratoire.

#### État islamique
Dans sa propagande, l'État islamique critique les Syriens qui cherchent à se réfugier en Europe, lorsqu'ils sont musulmans. L’organisation base sa critique sur la division du monde en deux zones : une zone islamique, le Dar al-Islam où règne la paix et les règles de l'Islam, et une zone non islamique, Dar al-Kufr. Dans cette vision, selon l'ÉI, la Syrie serait une zone d'Islam, et l'Europe une « zone de chaos »[réf. souhaitée]. Dans ses visuels de communication, l’organisation terroriste présente les combattants comme des héros qui pourraient être fiers, et avertit les émigrés qu'ils vont vivre une vie d'humiliation soumis aux diktats d'une société multiculturelle non islamique (en utilisant le terme de « tawaghit »).

#### ONG
En juin 2016, MSF renonce aux subventions de l'UE, dénonçant une politique migratoire jugée « honteuse ».
L'organisation Médecins sans Frontières a critiqué la négligence cynique des politiques des pays européens, aggravée par des températures glaciales et un manque de préparation à l'hiver.
L'association SOS Méditerranée est créée en 2015 pour mettre en place une action citoyenne de sauvetage des migrants en mer après la fin de l'Opération Mare Nostrum.
L'association Refuges solidaires, basée à Briançon (France), fondée en 2017, apporte une assistance matérielle aux migrants qui franchissent la frontière des Alpes proche de cette ville. Elle en accueille plusieurs milliers chaque année.
Plusieurs associations et personnalités dénoncent une entrave à leur action et la criminalisation de l’aide humanitaire et du sauvetage en mer,,,,, Amnesty international parle de « harcèlement des ONG ».

## Coûts et intégration
Pour intégrer les migrants mais aussi — dans une moindre mesure — combattre les causes des migrations dans les pays d'origine, l'Allemagne dépense quelque 21 milliards d'euros en 2017 et 23 milliards en 2018.
Le quotidien de centre gauche The Guardian fait état d'un échec des tentatives d'intégration des migrants dans plusieurs pays européens. Un certain nombre d'affaires criminelles soulève la question de l'impact de la crise migratoire sur la délinquance,.

## Défi sécuritaire
En mai 2015, le secrétaire général de l'OTAN, Jens Stoltenberg, affirmait que des terroristes étaient susceptibles de se mêler aux flux de migrants qui arrivaient à bord d'embarcations de fortune depuis les côtes libyennes. Ces craintes étaient reprises par de nombreux partis européens d'extrême droite mais se voyaient qualifiées de « fantasme » par une certaine partie de la presse. Les investigations menées après les attentats de Paris commis en novembre 2015 ont toutefois démontré que certains terroristes avaient profité des circuits d'immigration clandestins pour se dissimuler parmi les migrants.
Chargé de vérifier ces allégations à la demande de plusieurs lecteurs, le journal Libération mentionnait le 26 septembre 2017 que les trois kamikazes du Stade de France (Bilal Hadfi, Ammar Ramadan Mansour Mohamad al Sabaawi et « Ali Al-Iraqi ») étaient bien arrivés avec les flux de migrants. D'autres terroristes avaient également été pris en charge par Salah Abdeslam qui aurait effectué trois allers-retours entre le 30 août et le 2 octobre 2015 pour faire passer ces derniers entre la Hongrie et la Belgique après être arrivés parmi les filières classiques d'immigration clandestine.

## Culture populaire
- Des spectres hantent l’Europe, film franco-grec par Maria Kourkouta et Niki Giannari, sorti le 16 mai 2018[294].
- Eldorado, roman par Laurent Gaudé.
- Flukt (Fuir) écrit par Kristina Quintano fin 2024, qui relate l'histoire de 11 adolescents qui doivent fuir leur pays.